# Guerras turco-bizantinas
Las guerras bizantino-otomanas o guerras romano-turcas fueron una serie de conflictos bélicos entre los pueblos túrquicos y el Imperio Romano de Oriente que se libraron a lo largo de cuatro siglos, desde mediados del siglo XI hasta la Caída de Constantinopla en 1453. Estas guerras influyeron en los estados beligerantes, y también fueron una de las causas de las Cruzadas, condujeron a la destrucción del Imperio bizantino  -nombre que se le da al Imperio romano de oriente por historiadores modernos— y permitieron al Imperio otomano volverse una de las principales potencias de la época.
Las primeras escaramuzas entre bizantinos y turcos se remontan a mediados del siglo XI, cuando grupos turcos compuestos de oğuz y selyúcidas se asentaron en la frontera oriental del Imperio bizantino. La instalación permanente de los turcos en el antiguo territorio del Califato abasí del 1055 en adelante permitió a los selyúcidas expandirse a costa de los bizantinos. La victoria selyúcida en la batalla de Manzikert junto con las guerras civiles bizantinas facilitaron la colonización turca de Asia menor. La ascensión al trono bizantino de la casa de los Comneno y la Primera Cruzada obligaron a los selyúcidas a ceder parte del territorio conquistado en la parte occidental de la península, pero los bizantinos no lograron recuperarla.
El declive bizantino de finales del siglo XII condujo a la pérdida de territorios de los que se adueñaron los selyúcidas. Estos no pudieron aprovechar la división del imperio surgida de la Cuarta Cruzada debido tanto a su derrota en Antioquía del Meandro como a las invasiones mongolas, que precipitaron el reparto de sus territorios en diversos Estados.
A partir de 1261 y la reconquista bizantina de Constantinopla, arrebatada a los latinos, los diferentes emires turcos que sustituyeron a los selyúcidas en la región fueron apoderándose de territorio bizantino de manera que, a principios del siglo XIV, dominaban casi toda Anatolia, aun a pesar de la intervención de la Gran Compañía Catalana. Fue el Emirato otomano el que más provecho sacó de los apuros bizantinos. Conquistó Nicea y Nicomedia hacia 1330. Muy pronto los otomanos atravesaron el Bósforo y se instalaron también en Europa, donde sometieron progresivamente a todos los Estados cristianos de la península balcánica. A partir de 1389, durante el reino de Bayaceto I, Contanstinopla sufrió un bloqueo que solo algunos aventureros occidentales lograron burlar en ocasiones. Por entonces, el Imperio bizantino había quedado reducido a Constantinopla y sus alrededores y al Despotado de Morea. La derrota de Bayaceto en la batalla de Ankara de 1402 frente a Tamerlán debilitó el imperio, que durante la década siguiente se sumió en una guerra civil y sufrió la rebelión de los emiratos sometidos hasta entonces. El Imperio bizantino no pudo aprovechar apenas esta coyuntura y pronto su situación volvió a la que tenía antes de la derrota otomana de 1402. Tras un primer asedio infructuoso de Constantinopla en 1422, los otomanos conducidos por Mehmed II lograron apoderarse de la capital bizantina en 1453, hecho que marcó el final de lo que aún subsistía del Imperio romano.

## Causa de la confrontación entre selyúcidas y bizantinos
Los turcos son originarios de Asia Central, de los territorios que corresponden modernamente a los Estados de Kazajistán, Uzbekistán, Turkmenistán, Kirguistán y Tayikistán. Durante varios siglos, sus tierras hicieron frontera con el Califato abasí. Estos pueblos no pertenecían a una entidad política común, sino que se agrupaban en varias tribus que se repartían el territorio descrito (como los qarluqs y oğuz). Algunos se convirtieron paulatinamente al islam, aunque otros mantuvieron sus prácticas religiosas ancestrales, similares al chamanismo. Los contactos entre musulmanes y turcos eran escasos, pero los califas abasíes adoptaron la costumbre de reclutar turcos para su guardia personal. Esta tradición, que comenzó con el califa Mamun, hizo que poco a poco los turcos comenzasen a participar en las intrigas abasíes y a participar en las decisiones políticas del califato. Por otra parte, a finales del siglo X surgieron los primeros Estados turcos realmente cohesionados, que sufrieron, sin embargo, la expansión del Imperio mongol, que empujó a sus habitantes a trasladarse al oeste.

## Asentamiento de los turcos en territorio musulmán

### Los gaznávidas

Extensión de los territorios gaznávidas hacia 1040.

La dinastía samánida contrató mercenarios turcos. Algunos se aprovecharon de ello para acrecentar su poder e incluso adueñarse de ciertos territorios. Fue el caso de Sebuk Tigin de Gazni, fundador de la dinastía gaznaví, que amplió sus dominios cuando todavía era súbdito de los samánidas. Su sucesor, Mahmud de Gazni, que reino del 998 al 1030, hizo de Gazni su capital, realizó incursiones en territorio indio —como lo había hecho ya su predecesor— y afianzó su autonomía. Sus sucesores se esforzaron en consolidar su señorío, situado al sur del Amu Daria, en el antiguo territorio samánida. Los numerosos ataques que sufrieron les obligaron a aceptar el protectorado de los selyúcidas.

### Los qarajánidas

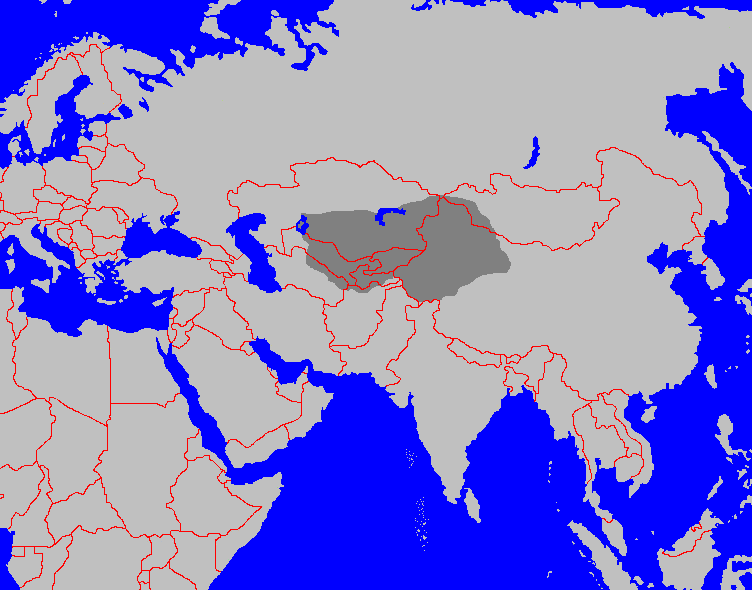
Dominios qarajaníes.

Esta otra tribu turca logró adueñarse de los territorios samaníes de la cuenca del río Tarim. Los qarajánidas se repartieron las tierras de los derrotados samaníes con sus aliados los gaznávidas; ocuparon Transoxiana. Al contrario de lo ocurrido en los dominios gaznávidas, en Transoxiana tuvo lugar una gran inmigración oğuz, que produjo una especie de sincretismo entre las tradiciones iraníes y las turcas.

### Surgimiento y ascenso de los selyúcidas
Los selyúcidas adoptaron su nombre del jefe oğuz Selyuq, un converso al islam. Este y sus hijos entraron al servicio de los qarajaníes a finales del siglo X. Mahmud de Gazni venció a la tribu y deportó gran parte de ella (la encabezada por Arslan-Israíl, uno de los hijos de Selyuq) al Jorasán; la otra parte se refugió en las tierras a orillas del mar de Aral. Arslan-Israíl, enviado al oeste por Mahmud, se asentó en las fronteras del Imperio bizantino, donde comenzó a suponer una amenaza para este. Mientras, en el centro del Jorasán, los hijos de Arslan-Mijaíl (otro de los hijos de Selyuq), Tugrïl Beg y Cagri Beg invadieron el territorio de los gaznávidas, del que se apoderaron tras la batalla de Dandanaqan en 1040.
Tugrïl Beg (1040-1063) se adueñó de la parte occidental del territorio gaznaví. Prefirió concertarse con los turcomanos instalados hacia Azerbaiyán y Armenia, que suponían un peligro, y conquistar las fortalezas bizantinas fronterizas, sin amenazar todavía la integridad del Imperio. Entró en Bagdad en 1055 y obtuvo el título de sultán en recompensa por haber combatido contra los emires de la dinastía búyida. Devino el protector del Califato abasí y afianzó la legitimidad de los selyúcidas. 
Los turcomanos conquistaron Armenia, incluida la ciudad de Ani, en la misma época, en 1064; luego se anexionaron los territorios georgianos en 1068. Penetraban cada vez más profundamente en territorio bizantino en busca de botín. Pese a los intentos de Tugrïl Beg y de Alp Arslan por calmar el ardor turcomano por Anatolia para concentrarse en la conquista de Egipto, los señores selyúcidas se centraron cada vez más en apoderarse de aquella.

### Situación del Imperio bizantino antes de la llegada de los selyúcidas

El Imperio bizantino en tiempos de Basilio II.

Después de las conquistas de Basilio II (976-1025), que robustecieron considerablemente el imperio a finales del siglo X y principios del XI, este se fue desintegrando progresivamente. Aun así, los bizantinos realizaron aún algunas conquistas tras la muerte de Basilio, entre ellas la toma de Edesa. Constantino VIII (1025-1028), hermano y sucesor de Basilio, dejó el poder en manos de los eunucos de palacio, en detrimento de los jefes militares, que lo habían controlado con Basilio, lo que produjo un intenso resentimiento entre los dos grupos. A la muerte de Constantino en 1028, obtuvieron el trono una serie de soberanos esposos y adoptados, cuya política contribuyó a debilitar el imperio. Así, el reinado de Romano III (1028-1042) se caracterizó por confabulaciones palaciegas de las que él mismo fue víctima. El fenómeno se repitió durante el reinado de Miguel V, derrocado por unos disturbios.
La llegada al poder de Constantino IX (1042-1055) en 1042 coincidió aproximadamente con las primeras incursiones selyúcidas en las fronteras orientales del Imperio. El reinado de Constantino IX resultó desastroso para Bizancio, en especial por la ruina del tesoro acumulado principalmente por Basilio II. Como se lo confesó a Pselos, Constantino consideraba el cargo imperial como una sinecura en la que podía dedicarse a divertirse. Frente a esta situación los turcos se acercan progresivamente. Entre otros las conquistas recientes (toma de Edesa, invasión progresiva de georgianos y Armenia) destruyeron los estados tapón que separaban el Imperio bizantino del Imperio turco para constituir ciertamente regiones bizantinas, pero debilitadas por las guerras y por una administración deficiente. Un ejemplo de esta carencia administrativa es dado por una medida de Constantino IX previendo reemplazar el servicio de guardia de las fronteras caucásicas - que incumbía a los iberos- por un nuevo impuesto. Pero como los aristócratas que se beneficiaban de inmensas dotaciones en la región vivían la mayoría de las veces en Constantinopla, los defensores no eran suficientemente numerosos para contener las invasiones turcas; a esto se suma la degradación del sistema de los stratoias. Estos paisanos soldados aseguran un servicio militar a cambio de tierras que ellos explotan, lo que les permite la compra del material militar necesario. Pero poco a poco la aristocracia autóctona se extiende en detrimento de los stratoias que ven sus tierras compradas y se convierten en siervos. La potencia militar decae poco a poco bajo el reinado de los succesores de Basilio II, que ya no buscan más frenar la progresión de la aristocracia de la tierra.  Al contrario, temerosa de la guerra, la nobleza civil que gobierna procede a una  disminución de los efectivos armados.

## Primeros conflictos entre turcos y bizantinos

### De los primeros combates a la derrota de Manzikert

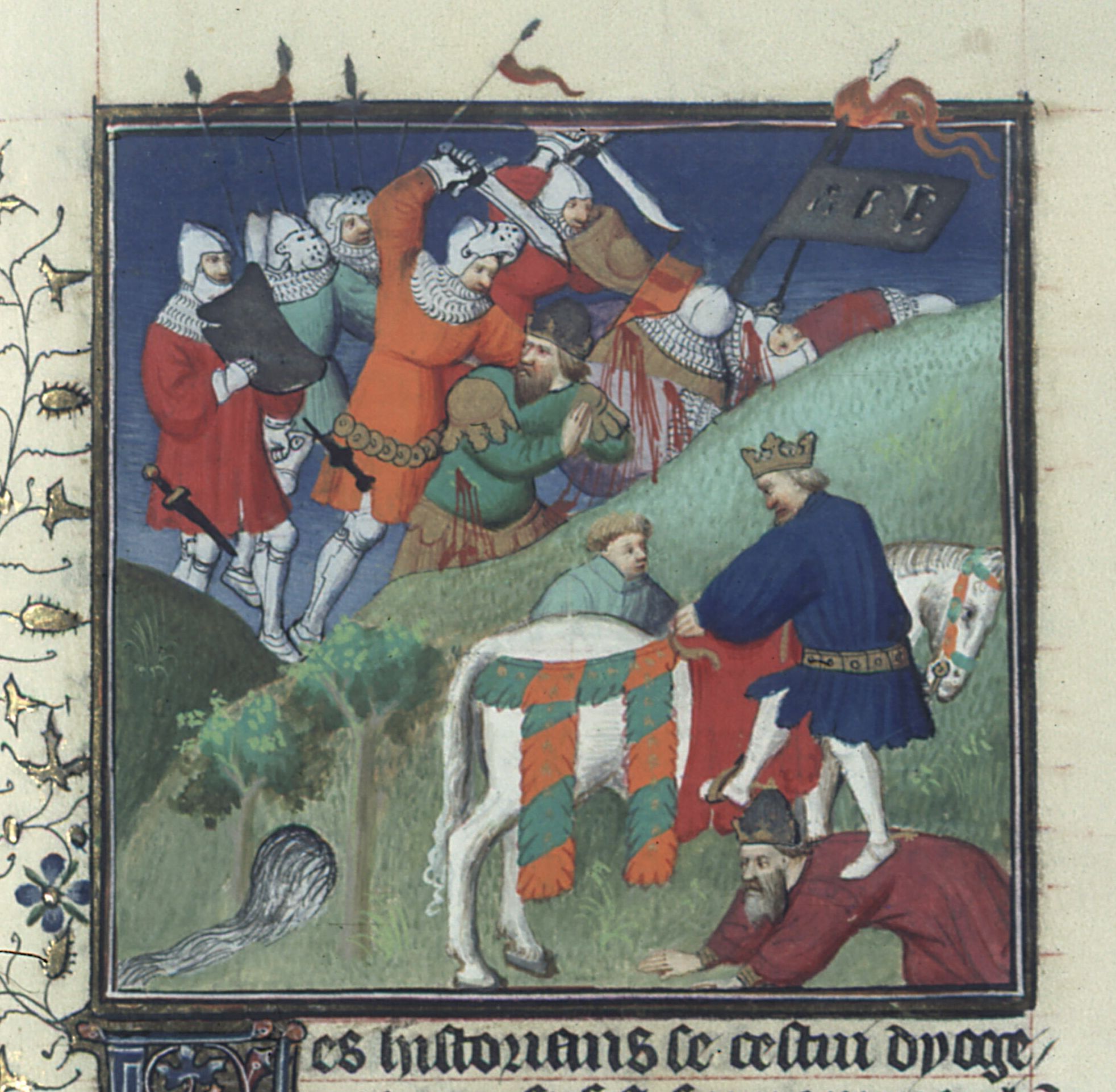
Miniatura medieval de la batalla de Manzikert, grave derrota bizantina.

En 1048 ocurrió la primera incursión turca en territorio bizantino. La liga entre bizantinos y georgianos permitió batir a los selyúcidas acaudillados por Ibrahim Yinal en la batalla de Kapetrou. La captura del príncipe georgiano Liparit motivó una tregua entre el Imperio bizantino y Tugrïl Beg, que aceptó liberar al cautivo. La paz, sin embargo, era frágil. A partir del 1052, Tugrïl aprovechó la guerra en que Bizancio estaba enfrascada contra los pechenegos para emprender una campaña por los territorios orientales del imperio. Emprendió una campaña militar entre 1053 y 1054 en Vaspurakan, pero fue vencido de nuevo y no pudo conquistar Manzikert.
Alp Arslan, sobrino de Tugrïl (1063-1072), continuó las conquistas selyúcidas. A partir del 1067, las aceleró; primero se apoderó de Armenia en el 1064 y luego marchó para tratar de tomar Edesa, sin lograrlo. Se benefició para ello de cierto desorden que reinaba en el imperio, a pesar de la relativa estabilidad que hubo durante el reinado de Constantino X (1059-1067). Su estrategia consistió en eliminar por etapas las defensas fronterizas imperiales mediante asaltos sucesivos. La estructura defensiva bizantina consistía en una red de fortalezas diseñadas para resistir las embestidas enemigas hasta la llegada de ejércitos de socorro, método de defensa que había resultado eficaz en las guerras con los emiratos árabes y los hamdanida. Este sistema, sin embargo, resultó inútil para detener los asaltos de las huestes selyúcidas, de gran movilidad y perfectamente adaptadas al combate en un clima semidesértico como el anatólico, muy parecido al de las estepas del Asia central. En 1067, Alp Arslan conquistó Cesarea y asoló Cilicia. La pérdida de Ani había desbaratado el sistema defensivo bizantino y creado en él una brecha que facilitaba las correrías turcas. No obstante, las incursiones cada vez más extensas de los selyúcidas suscitaron la reacción de los bizantinos.
El nuevo emperador, Romano IV Diógenes (1067-1071), reunió un gran ejército compuesto por numerosos mercenarios para acabar con las provocaciones turcas. Al principio de la campaña, eliminó las correrías enemigas por el Ponto y venció a un ejército turco en Téphrikè. De camino a Siria, recuperó Hierápolis, aunque no pudo impedir la pérdida de Amorio. Los turcos, por su parte, habían comenzado la conquista de Capadocia y se habían apoderado de Amorio en el 1069, aunque Romano logró hacerlos retroceder. En 1070 continuaron las hostilidades entre selyúcidas y bizantinos. Alp Arslan trató de nuevo infructuosamente de hacerse con Edesa, mientras que Manuel Comneno, que mandaba el ejército bizantino, fue derrotado en Sebastea y hecho prisionero, pero luego liberado por un rebelde selyúcida. En 1071, el emperador decidió finalmente acabar definitivamente con la amenaza turca. El 26 de agosto, ambos ejércitos enemigos batallaron en Manzikert. El choque se decidió en favor de los turcos, en parte por la traición de los Ducas, a los que Romano había apartado del poder. Los bizantinos sufrieron una derrota catastrófica, en la que el propio soberano resultó capturado.

### Conquista selyúcida de Asia Menor

El imperio en tiempos de Miguel VII Ducas. Tras deshacerse mediante engaños de su rival Romano Diógenes, se hizo con el poder. Su reinado se caracterizó por las derrotas militares y las pérdidas de territorio, tanto en la frontera occidental como en la oriental.

Alp Arslan acabó por liberar a Romano Diógenes y a concederle un acuerdo de paz relativamente favorable a los derrotados bizantinos. Esto se debió a que aquel no deseaba extender su autoridad por Asia Menor, sino apoderarse de Egipto fatimí. A cambio de la marcha de los turcos al sur, Romano les entregó varias fortalezas fronterizas (Manzikert, Argish y otras) y un gran tributo en oro.
Sin embargo, durante la ausencia de Romano, los Ducas se habían hecho con el poder en el imperio, que se sumió en una guerra civil cuando aquel recuperó la libertad. La lucha, que enfrentó fundamentalmente al gobierno civil palaciego con los jefes militares, estalló en el 1071. La derrota de Manzikert había desacreditado a Romano, lo que facilitó que Miguel VII Ducas lo derrocase y rescindiese el acuerdo alcanzado con Alp Arslan. Las disensiones intestinas de los bizantinos facilitaron las conquistas turcas; las diferentes facciones emplearon sus servicios. Así, se extendieron por el interior de la Península Anatolia, en la que la población era escasa. El sistema defensivo bizantino, en crisis desde hacía década, no pudo detener el avance turco. Las escasas ciudades que trataron de oponerse al avance quedaron aisladas y acabaron por claudicar. Paulatinamente, los selyúcidas se apoderaron de la mayoría de Anatolia y la población cristiana quedó reducida a dhimmi (sujeto protegido pero sometido al pago de un impuesto añadido, la yizia); la desventajosa situación financiera que conllevaba esto empujó a la mayoría de la población, pobre, a convertirse al islam para zafarse del pago del oneroso impuesto.

Los territorios de Filareto Brajamio, rodeado de los selyúcidas.

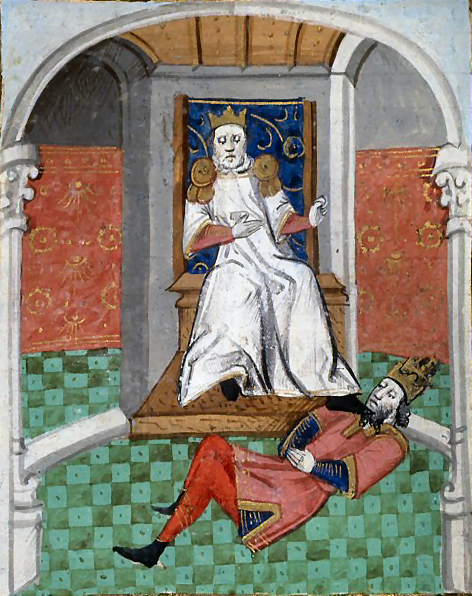
Alp Arslan humilla al emperador Romano IV Diógenes tras la derrota de este en Manzikert, en una miniatura medieval.

El fallecimiento de Alp Arslan en el 1072 no detuvo este proceso, ya que su sucesor Malik Shah I lo continuó. La revuelta de Roussel de Bailleul precipitó la intervención del selyúcida Artuj, que lo apresó y luego lo liberó. Aunque Alejo Comneno acabó por capturar al jefe normando, no fueron las correrías de este, sino las guerras entre bizantinos las que minaron principalmente el poder imperial y allanaron la colonización turca de Anatolia.
La situación empeoró nuevamente para los bizantinos en el 1077, cuando los ejércitos occidentales y orientales proclamaron cada uno por separado un nuevo emperador que debía sustituir a Miguel. Nicéforo Brienio, el pretendiente al trono escogido por el ejército occidental, trasladó a Europa algunas tropas turcas. Vencido a pesar de todo, fue su rival Nicéforo Botaniates quien se alzó con el triunfo en la contienda y derrotó a los turcos. Su reinado de tres años fue una sucesión de revueltas militares, ente ellas la encabezada por Constantino Ducas. A este, hijo de Miguel VII, Nicéforo lo había enviado a combatir a los turcos, pero se levantó en armas contra él, aunque sin suerte. En Antioquía, enclave bizantino en el sureste, Filareto Brajamio se hizo con el poder y trató de defender la línea de los montes Tauro de los embates selyúcidas, sometido solo de manera teórica a la autoridad imperial.
Ante tal desorganización, los turcos continuaron avanzando territorialmente. Algunos combatieron como mercenarios en los ejércitos de Nicéforo Melisseno, que intentó hacerse con el trono bizantino y asentó contingentes turcos en Nicea, Cízico y otras poblaciones, de las que pronto se adueñaron. Por primera vez, los selyúcidas no se limitaron a realizar correrías por la península, sino que comenzaron a poblarla. A partir del 1074, con la cesión de los territorios peninsulares bajo el control de Malik Shah a su tío Suleiman ibn Kutalmish, se creó un embrión de estado selyúcida en la región, antiguamente dominada por los bizantinos. Teóricamente, Suleiman seguía siendo vasallo de su sobrino, pero progresivamente fue sacudiéndose la tutela de este, ocupado en la conquista de Damasco y Jerusalén. En el 1077, se declaró sultán independiente, soberano del Sultanato de Rum, y estableció la capital en Nicea, recién conquistada. Malik Shah solicitó la ayuda bizantina, pidiendo al emperador que apresase y le enviase a los hijos de Kutalmish, entre los que se contaba Suleiman. El Gobierno de Constantinopla, convencido de que el enemigo principal no era este sino Malik Shah, se negó.

## Conflicto directo entre selyúcidas y bizantinos (1081-1180)

### Estabilización de la situación bizantina (1081-1096)

#### Estabilidad fronteriza con Alejo I Comneno

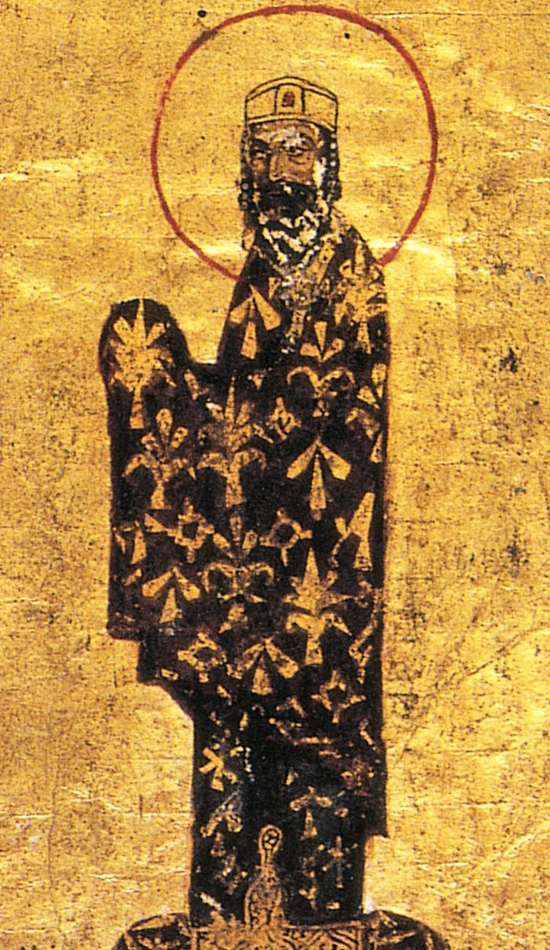
Imagen de Alejo I Comneno. Este emperador logró parar el avance selyúcida en Anatolia.

Nicéforo III continuaba intentando mantenerse en el trono mientras el Imperio bizantino paulatinamente perdía la mayor parte de sus territorios asiáticos, a excepción de Misia, Bitinia, el Ponto y Siria septentrional, conquistados por el nuevo sultanato de Rum. Aun así, Nicéforo fue derrocado en 1081 por Alejo I Comneno (1081-1118), un anciano general que había vencido a los pretendientes al trono Nicéforo Brienio y Nicéforo Basilakios. Con Alejo I Comeno comenzó una nueva era de estabilidad para el Imperio bizantino, aunque debilitado por varios años de guerras civiles.

El gran Imperio selyúcida se extendía en 1092 hasta el mar Egeo.

Alejo se tuvo que enfrentar a un estado turco que había aprovechado los errores de sus predecesores en el trono imperial para expandirse: Suleiman había obtenido varias ciudades a cambio de su colaboración en diversos golpes de Estado. Debido a esto, los territorios regidos por Filareto quedaron cada vez más aislados de la capital, que dejó en la práctica de ejercer autoridad alguna sobre ellos. Así, en pocos años, los selyúcidas se adueñaron de la mayoría de Asia Menor. Pese a esto, el sultanato fundado por Suleiman carecía de cohesión: las bandas turcas asentadas en la región conservaban bastante autonomía, al igual que las poblaciones cristianas, griegas o armenias.
En todo caso, la firma de un tratado entre Alejo y Suleiman permitió a Constantinopla eliminar la amenaza del asedio enemigo. El sultán, sin embargo, no abandonó sus ambiciones expansionistas. En el 1081, se apoderó de Esmirna; tres años más tarde, conquistó Antioquía, acto que supuso el fin del efímero principado armenio establecido por Filareto. La derrota de Suleiman en una batalla librada en las cercanías e Alepo en julio del 1085 y su muerte el año siguiente precipitaron la crisis de su principado, que sufrió una gran ofensiva en el 1086 y acabó desapareciendo al año siguiente. En esa fecha, el sultanato se fragmentó en varios emiratos. Sin embargo, Alejo, ocupado en conflictos con normandos y pechenegos, sólo pudo aprovechar la conyuntura para recuperar Cízico. El menguado sultanato de Rum, con Abul Qasim (1086-1092) a la cabeza, se alió a Alejo para frustrar las pretensiones de Malik Shah y conservar su independencia de este.

#### Amenaza de los emiratos costeros
La nueva amenaza para los bizantinos provino de los emiratos surgidos a la muerte de Suleiman: Tangripermes —o Tengribirmish—, que fundó un señorío en torno a Éfeso y, principalmente, Tzacas, emir de Esmirna, que no quedó incluido en el tratado de alianza entre Alejo y Abul Qasim. Decidido a reunir de nuevo los territorios desmembrados al fallecer Suleiman, deseaba asimismo conquistar Constantinopla, para lo que hizo construir una flota, convencido por su estancia como cautivo en la urbe que sin ella la empresa estaba abocada al fracaso. Para alcanzar su segundo objetivo, se apoderó primero de diversas islas —Quíos, Samos, Rodas y Lesbos— y de algunas ciudades costeras —Clazómenas y Focea—. La Armada bizantina, reconstruida por Alejo y mandada por Constantino Dalaseno, recuperó Quíos después de un revés al principio de la campaña. Tzacas reaccionó coligándose con los pechenegos, con el fin de poder sitiar Constantinopla por tierra y mar. Para desbaratar estos planes Alejo llamó en su ayuda a los cumanos, enemigos tradicionales de los pechenegos.
La victoria de Alejo sobre los pechenegos el 29 de abril del 1091 en la batalla de Levounion frustró los planes de Tzacas. Aunque este no abandonó sus ambiciones, tuvo que huir perseguido por una escuadra bizantina al mando de Constantino Dalaseno y Juan Ducas. En el 1093, asedió Abido, pero la alianza entre Kilij Arslan I, el nuevo sultán de Rum, y Alejo, le obligó a abandonar el cerco. Murió luego en un choque con Kilij Arslan.
Pese al tratado de paz, los selyúcidas no abandonaron su hostilidad hacia Bizancio; Abul Qasim lanzó un ataque contra Constantinopla, que resultó infructuoso. Sin embargo, Alejo se coligó con el sultán de Rum para repeler la incursión de Malik Shah, que trató de recuperar el control de Nicea. Si bien el general bizantino Tatikios consiguió desbaratar el asedio de la ciudad, no consiguió recuperarla. Fue entonces cuando Malik Shah propuso a Alejo una alianza entre los dos, ofreciéndose a que Bizancio recuperase las ciudades de Bitinia —entre ellas, Nicea— y del Ponto; la liga entre ambos debía sellarse mediante el matrimonio de una de las hijas del emperador con el primogénito de Malik Shah. Este deseaba devolver el trono del sultanato de Rum al linaje de Suleiman, cuyo representante era Kilij Arslan. El mismo año de la muerte de Malik Shah, Kilij Arslan (1092-1107) se hizo con el poder en el sultanato.

### Primera cruzada y principio de la reconquista

#### Causas de la primera cruzada y reacción de Alejo I

##### Surgimiento de la cruzada

El Imperio bizantino y el Sultanato selyúcida de Rum antes de las cruzadas.

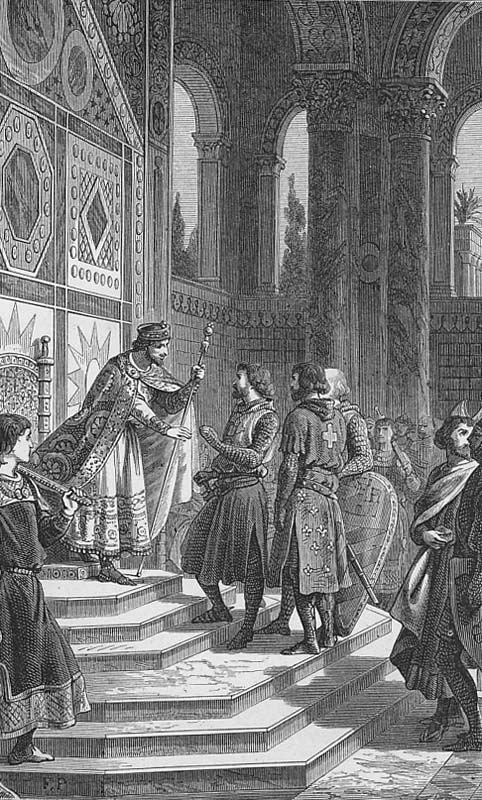
El emperador Alejo recibiendo a Godofredo de Bouillón y los barones.

Hacia 1090, la situación de la frontera oriental parecía estable. El ascenso al trono de Alejo desvaneció la amenaza turca de conquista total del imperio. Atizó para ello las desavenencias entre turcos y afrontó las amenazas más serias, como la que representaba el emir Tzacas. La muerte de Malik Shah debilitó el imperio selyúcida, que se dividió en varias facciones; por su parte, el sultán Kilij Arslan se mostró favorable a cooperar con el imperio. Al este, los danisméndidas, también turcos, acosaban al sultanato de Rum. A pesar de esto y de la recuperación de algunas ciudades como Cízico y Apollonia, el emperador no era lo suficientemente fuerte como para recuperar la mayoría de la península, que consideraba, sin embargo, parte del imperio. Aunque los pechenegos habían sido casi aniquilados, no pudo retirar completamente las tropas de la frontera occidental para emplearlas en el este.
En esta situación, Alejo consideró que la única manera de recuperar Asia Menor era recurrir a los ejércitos de las potencias cristianas de Europa occidental. Tras las malas relaciones entre el emperador y el papa Gregorio VII, la situación mejoró con el sucesor de este, Urbano II. Este deseaba restablecer la unión de las iglesias, rota en 1054, con el fin de liberar a los cristianos orientales del sometimiento a los turcos. La toma de Jerusalén por los turcos en el 1073, con la consiguiente complicación del peregrinaje a la ciudad, reforzó los deseos del papa en este sentido. Según Bernoldo de Constanza, los embajadores de Alejo emplearon su presencia en el Concilio de Piacenza para rogar la ayuda de los cristianos para defender el imperio oriental.
Durante el Concilio de Clermont, el 24 de noviembre del 1095, Urbano recogió la petición bizantina y animó a los soldados cristianos a marchar a Oriente. La magnitud del movimiento que se desencadenó a continuación asombró tanto al papa como al emperador. Si bien la motivación religiosa primaba, el acicate de muchos caballeros, en especial francos, fue la esperanza de lograr tierras en Oriente, de las que carecían en sus países. La sorpresa de Alejo fue grande: espera reclutar tropas mercenarias que emplear para reforzar su propio ejército, pero, en lugar de ello, ejércitos enteros marcharon hacia Constantinopla. Como estadista, era consciente del riesgo que para el imperio suponían estas huestes. La gran riqueza de Constantinopla suscitaba envidias, y el emperador tampoco podía contar con que los jefes de los ejércitos occidentales le cediesen sin más los territorios que conquistasen. La actitud de las dos partes eran muy distintas: los bizantinos deseaban emplear a los cruzados como auxiliares, mercenarios como de los que se servía desde antaño (como los gasánidas, la guardia varega y otros) para recuperar territorios que les habían pertenecido desde hacía siglos. El concepto de cruzada les era desconocido. Por el contrario, los cruzados rechazaban la autoridad del emperador bizantino y deseaban establecer sus propios Estados.

##### Cooperación entre bizantinos y cruzados y reconquista de Nicea
La cruzada popular acaudillada por Walter el Indigente y Pedro el Ermitaño fue la primera en alcanzar los territorios del imperio. Había partido de Colonia y estaba formada por una mezcla de hombres, mujeres y niños. El primer grupo estaba dirigido por Gautier. Después de algunos altercados en Hungría, alcanzó Niš, ya en el imperio, donde obtuvo víveres. Unos cruzados encabezados por Pedro el Ermitaño saquearon la población poco después. Los bizantinos reaccionaron ajusticiando a los cabecillas de los saqueadores. Los treinta mil peregrinos de Pedro alcanzaron Constantinopla en agosto del 1096. A pesar de los roces iniciales, Alejo recibió bien a Pedro, le hizo franquear el Bósforo con sus seguidores, y lo envió a Civitot (cerca de Nicea). Alejo, plenamente consciente de que este grupo no tenía posibilidad alguna de vencer a los turcos, le aconsejó que esperase al otro. Sin embargo, Walter el Indigente condujo a sus hombres hacia Nicea, con la esperanza de batirse con los turcos. Estos aplastaron a los veinticinco mil peregrinos, de los que pocos lograron sobrevivir. Este revés apenas tuvo consecuencias. Alejo afirmó que otra cruzada, la dirigida por los barones, debía llegar pronto a Constantinopla. Las esperanzas de la cristiandad dependían de esta.

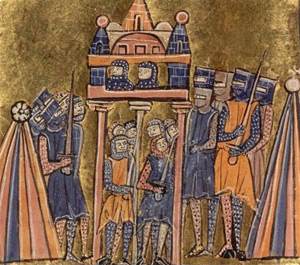
La toma de Nicea fue la primera reconquista de importancia del Imperio bizantino en Asia Menor.

Estos nuevos cruzados llegaron escalonadamente a Constantinopla, entre finales del 1096 y mayo del 1097. De camino, obtuvieron víveres de los bizantinos. Godofredo de Bouillón, el primero en alcanzar la capital, fue calurosamente recibido por Alejo, que contaba con él y sus seguidores para reconquistar Asia Menor. Pese a las tensiones por la negativa de algunos de los jefes cruzados a jurar lealtad al emperador bizantino y a los roces entre los cruzados y algunas tropas bizantinas que los escoltaban, los primeros finalmente aceptaron devolver a los segundos los territorios que les habían pertenecido y que recuperasen de los turcos. Así, las fuerzas cruzadas devinieron una suerte de mercenarios imperiales.
En mayo del 1097, los cruzados, respaldados por los bizantinos, pusieron cerco a la capital del Sultanato de Rum, Nicea. El tratado entre los cruzados y el emperador estipulaba que esta ciudad sería la primera en recuperarse. Kilij Arslan, tras su victoria sobre la cruzada popular, había marchado a combatir con otros señores musulmanes, con la esperanza de adueñarse de Melitene. Para cuando alcanzó Nicea el 21 de mayo, el asedio ya había comenzado y no contaba con las fuerzas necesarias para desbaratarlo. En consecuencia, se retiró, permitiendo que los cruzados rodeasen por completo la ciudad el 2 de junio. La ciudad estaba bien defendida, y podía abastecerse de agua de un lago cercano. Finalmente, los cruzados decidieron solicitar la ayuda del emperador para privar a los sitiados de esta. Una flotilla al mando de Manuel Butumites se encargó de ello. La situación se tornó entonces desesperada para los turcos, que aceptaron claudicar, pero solo al emperador bizantino. Por fin, el 19 de junio, el estandarte bizantino volvió a ondear en Nicea, ocupada por el ejército imperial, suceso que sorprendió a los cruzados. Los señores aceptaron el hecho consumado, pero los soldados se indignaron porque este les privaba del esperado botín; precisamente lo que deseaba Alejo. Este acontecimiento, aunque no desencadenó choques entre los dos aliados, suscitó un cierto resentimiento entre ellos.

#### Reconquista parcial de Asia Menor con ayuda de los cruzados

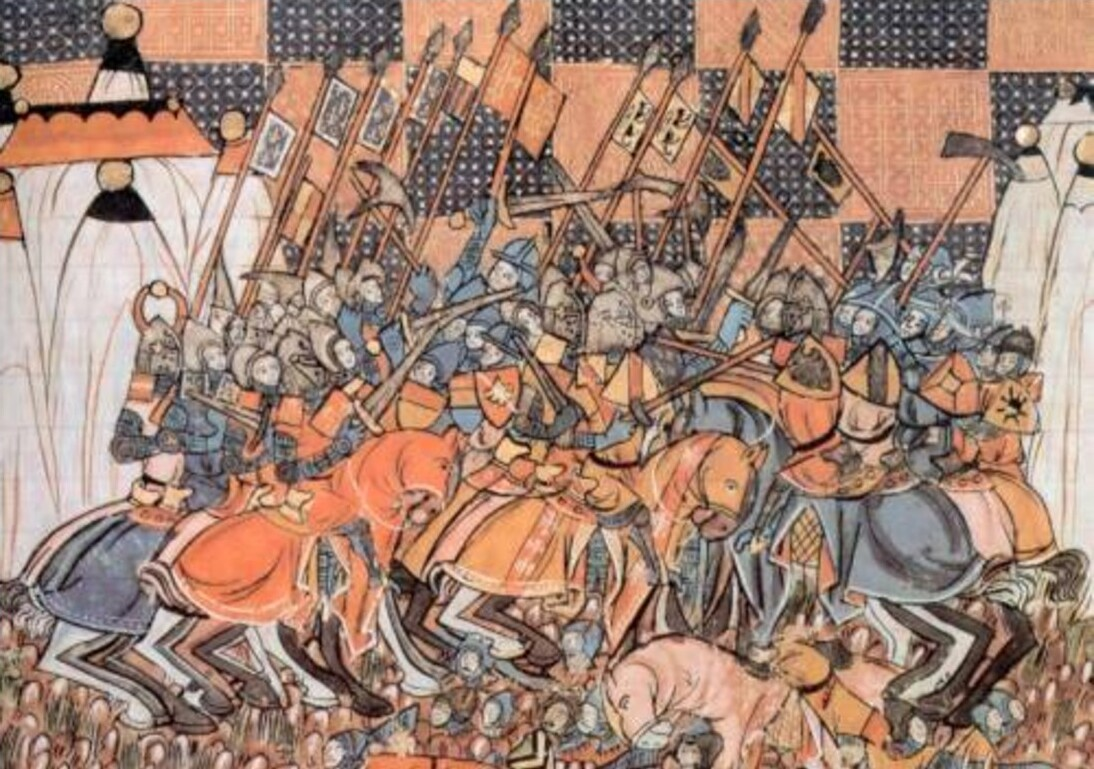
La victoria de los cruzados en Dorilea allanó la reconquista de Alejo de Asia Menor.

Tras la renovación del juramento de lealtad a Alejo por la junta de jefes cruzados, la campaña se reanudó el 26 de junio. A Acompañó a los cruzados un contingente bizantino mandado por Tatikios, encargado tanto de abastecerlos como de tomar posesión en nombre del emperador de las ciudades recuperadas al enemigo. La pérdida de Nicea debilitó notablemente a los turcos selyúcidas; por ello, se aliaron los danisméndidas que, al morir Suleiman, habían creado un señorío independiente en el noreste de la península. Estos tendieron una celada a los cruzados en los alrededores de Dorilea el 1 de julio del 1097, que acabó en derrota turca; las fuerzas de estos tuvieron que retirarse. Esta nueva derrota acentuó el debilitamiento de los territorios turcos de Anatolia.
Aprovechando la coyuntura, Alejo envió a su cuñado Juan Ducas a conquistar por tierra y mar los territorios selyúcidas. El emperador barruntaba que, a pesar de su debilidad, los territorios turcos no se unirían para hacerles frente. Ducas invadió Jonia y Frigia y el antiguo territorio del Emirato de Esmirna, y venció a Tengribirmish en Éfeso, entregándole entonces el gobierno al duque Petzeas. El almirante bizantino Kaspax recuperó algunas islas del Egeo, de las que antaño se había apoderado Tzacas; la autoridad bizantina volvió a extenderse también a algunas zonas del interior, en Lidia y Frigia.
Además de esto, el avance cruzado por territorio turco le permitió a Alejo albergar la esperanza de recuperar la ciudad de Antioquía, perdida hacía quince años. Antes de unirse en persona a la ofensiva, envió al general Tatikios al frente de un ejército para cooperar con los cruzados. Antioquía quedó pronto sitiada, pero la marcha de Tatikios a Chipre hizo que Bohemundo declarase inválidos sus compromisos para con el Imperio bizantino. La ciudad cercada, defendida por el turco Yaghi Siyan, vasallo del emir de Alepo Ridwan (1095-1113), resistía el asedio cruzado. Finalmente, el 3 de junio, cayó en manos de los sitiadores por la traición de algunos de sus habitantes.
Por su parte, Alejo marchaba ya por Asia Menor para cooperar con los cruzados cuando se encontró con Esteban II de Blois, que había desertado el 2 de junio, poco antes de que la ciudad fuese cercada por Kerbogha. Esteban le comunicó que la situación de los cruzados era desesperada. Como consecuencia de esta información, Alejo decidió desandar el camino hecho, ya que creía que sus fuerzas eran insuficientes para vencer a los turcos. Para prevenir nuevas invasiones turcas, asoló el territorio que recorría, destruyendo todo lo que pudiere servir al enemigo para abastecerse.
A pesar de la retirada, la campaña permitió a Alejo consolidar su posición en Asia Menor. En el sur, Kerbogha tuvo por fin que replegarse de Antioquía el 28 de junio, derrotado por los cruzados. Estos, sin embargo, se negaron a entregar la plaza al emperador, aunque apenas quince años antes había pertenecido a los bizantinos. Godofredo sostuvo que la retirada del emperador suponía un abandono de sus derechos sobre la ciudad. Este contratiempo, entre otros, puso fin a los anhelos bizantinos de recuperar los territorios sirios perdidos durante la invasión selyúcida que siguió a la batalla de Manzikert.

### Fin del reino de Alejo Comneno y retorno de los conflictos fronterizos
La primera cruzada resultó un éxito indiscutible para el Imperio bizantino, que restableció su soberanía en las regiones occidentales y meridionales de Anatolia. A pesar del contratiempo sufrido en Antioquía y de la supervivencia del Sultanato de Rum, que fijó su capital en Iconio, Constantinopla dejó de estar amenazada por los turcos. El imperio, que parecía al borde de la destrucción, se había salvado. 
Para los turcos, la prioridad ya no era la conquista de Constantinopla, sino la lucha con los Estados latinos de oriente. Tras el fallecimiento de Malik Shah I, sultán del Imperio selyúcida, en el 1092, se desencadenó una guerra civil, que debilitó este considerablemente. El Sultanato de Rum, por el contrario, ganó en cohesión, que reforzó aún más la alianza entre Kilij Arslan y los danisméndidas, surgida tras la primera cruzada.
A pesar de todo, persistían las tensiones en Asia Menor, en la que Alejo trataba de reorganizar los territorios recién recuperados. Por entonces, la Anatolia bizantina englobaba el Ducado de Trebisonda, parte del thema de armeníacos, la zona occidental de la península limitada por el este por una línea que iba de Sinope a Filomelio, y la costa meridional, con el puerto de Antalya.
Los turcos retomaron la iniciativa en el 1113, atacando infructuosamente en dirección a Nicea. En 1115, el nuevo soberano del Sultanato de Rum, Malik Shah I, trató de recuperar las provincias septentrionales de la península. En 1117, sin embargo, los bizantinos lograron la victoria en la batalla de Filomelio, que condujo a un tratado de paz ventajoso para el imperio. Este, empero, no impidió que los turcos reanudasen pronto las incursiones contra el territorio imperial y que lograsen retomar Laodicea y aislar Antalia del resto del imperio. Esta era la situación de la región a la muerte de Alejo en 1118

### Juan II y la continuación de las conquistas bizantinas (1118-1143)

La situación de Asia Menor hacia 1140, casi al final de las campañas de reconquista de Juan II.

El nuevo emperador, Juan II (1118-1143), continuó la política de intentar recuperar los territorios anatolios; antes de su muerte, Alejo preparaba en efecto una gran ofensiva contra los turcos, que su fallecimiento truncó. Juan retomó las campañas a partir del 1119 y reconquistó Laodicea tras un largo asedio para convertirla en una gran fortaleza. Progresivamente, fue reconquistando todo el valle del Meandro. La toma de Sozópolis le permitió restablecer las comunicaciones por tierra con Antalya. Únicamente la ofensiva contra los danisméndidas dirigida por Constantino Gabras, el duque de Trebisonda, resultó un fracaso. Estos avances bizantinos se debieron primordialmente al creciente caos que reinaba en la Anatolia turca. En efecto, el sucesor de Melikshah en el trono del Sultanato de Rum, Masud I (1116-1155), tuvo que hacer frente a los emires que deseaban aumentar su autonomía respecto del sultán o incluso independizarse. Así, en el 1124, conquistó Melitene al emir Togrul, que buscó refugio en Constantinopla. En el 1126, fue el mismísimo hermano del sultán, 'Arab, el que trató de derrocarlo. Después de apoderarse de Ankara y Kastamonu, 'Arab logró arrebatar el trono a su hermano, que también marchó a buscar amparo en la capital bizantina. En esta situación cada vez más confusa Gümüştekin (1104-1135), el emir danisméndida, se hizo más poderoso. Apoyó a Mas`ûd contra 'Arab y coadyuvó para que recuperase el trono del sultanato y conquistó la costa de Paflagonia, que le entregó el gobernador bizantino Kasanios, así como las ciudades de Ankara y de Kastamonu, que los bizantinos habían tomado gracias a la guerra civil entre Masud I y 'Arab.

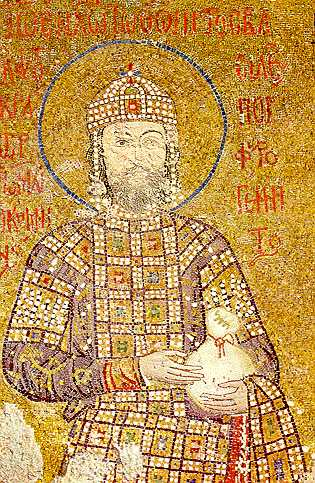
Juan II Comneno mantuvo la política paterna de reconquista de Asia Menor de manos de los turcos.

Desde entonces, el emir danisméndida, ya señor de la mayoría de Anatolia, se tornó el principal enemigo del Imperio bizantino en la zona. A partir del 1130 o del 1132, el imperio emprendió una serie de ataques contra Gümüştekin, en los que Kastamonu cambió varias veces de dueño antes de quedar finalmente en posesión de los bizantinos. En el 1134, la muerte de Gümüştekin facilitó la tarea de reconquista bizantina, ya que los turcos se sumieron en una nueva guerra civil que permitió a Juan II hacerse con Gangra en Galacia, que protegió con una guarnición de dos mil soldados; a continuación, firmó un tratado de paz con Masud I. Esta campaña bizantina privó a los turcos de la mayoría de sus territorios costeros, y la costa del mar Negro volvió a poder de Constantinopla hasta la línea del Chorokhi, al este de Trebisonda. Estas conquistas hicieron del Imperio bizantino nuevamente una potencia marítima, que se reflejó en el sometimiento del reino armenio de Cilicia. En el 1139, Juan II emprendió una última campaña en la península contra el emir danisméndida Mehmed Gazi III (1134-1142), aliado con Constantino Gabras quien, como en el caso de Filareto, trataba de salir del sometimiento al emperador. El emir se apoderó de la fortaleza de Vahka, pero Juan le impidió invadir Bitinia y Paflagonia. El emperador no logró, empero, hacerse con la ciudad de Neocesarea pese a sitiarla durante seis meses.. La muerte del emir danisméndida en el 1142 marcó el fin de la contienda.

### El punto de inflexión: la batalla de Miriocéfalo (1143-1180)

#### Los proyectos de Manuel I

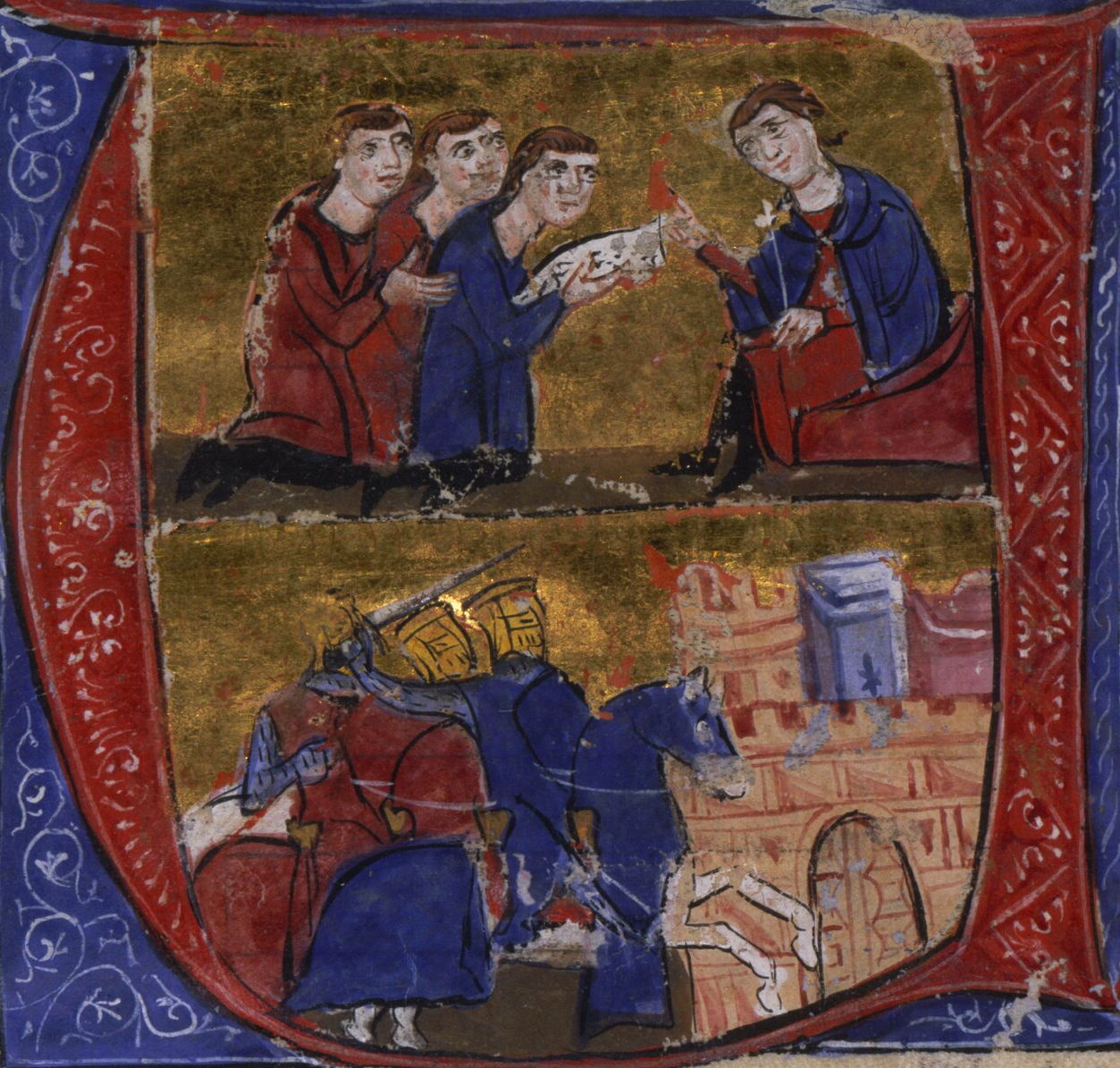
Liga entre Amalarico y Manuel. Los cruzados ante Pelusio.

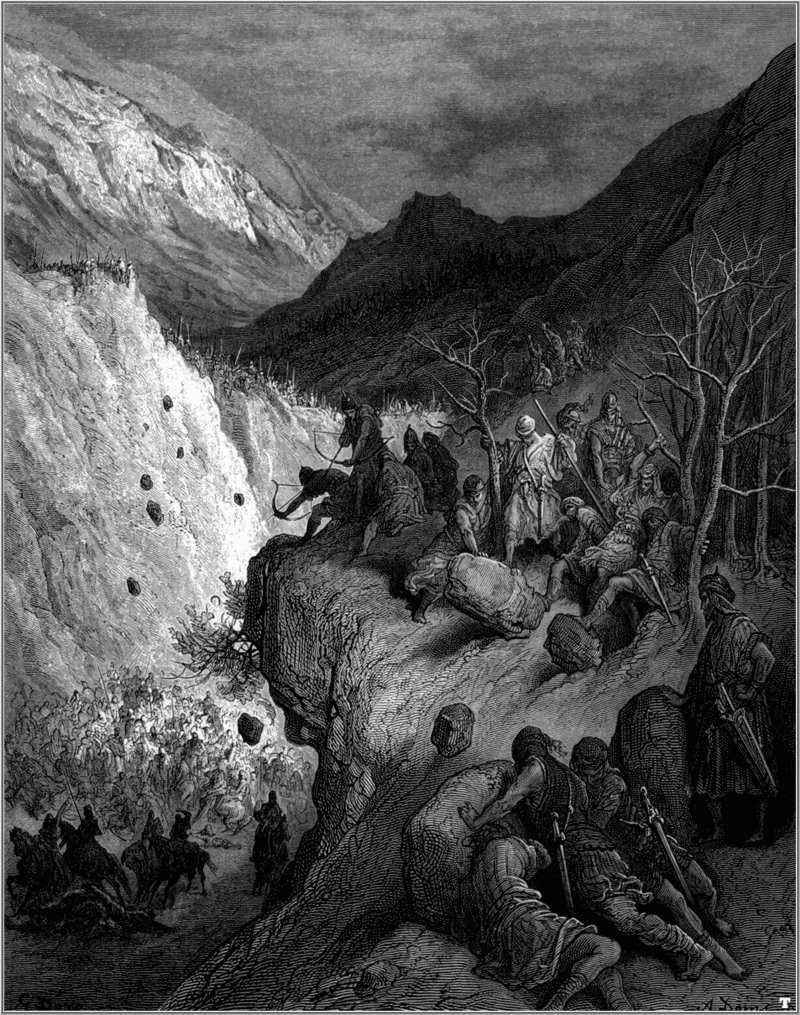
La batalla de Miriocéfalo.

Desde el principio de su reinado, Manuel I Comneno (1143-1180), sucesor de Juan II, reanudó las campañas en Asia Menor. Se alió al emir danisméndida para enfrentarse al sultán Masud. La retirada bizantina tras el fallido asedio de Neocesarea había permitido a los turcos avanzar hasta Antalya, al tiempo que el fallecimiento de Gümüştekin desató luchas por el poder entre los danisméndidas que favorecieron a los selyúcidas. La población turcomana del sultanato fue exntendiéndose por los valles del Meandro y del Gediz. Manuel reaccionó enviando dos expediciones de represalia contra Masud en el 1144 y en el 1146. Logró repeler a los turcos, infligirles una derrota en Akşehir y asolar los arrabales de Iconio. La capital del sultanato se salvó por la intervención del sultán y por la inminencia de una nueva cruzada, que llevó a selyúcidas y bizantinos a firmar la paz.. Los años siguiente fueron de relativa calma en la región. Manuel se concentró principalmente en reconquistar Italia y en tratar con los cruzados, que, durante la segunda cruzada, atravesaron el imperio. Sin embargo, en torno al 1150, la situación se volvió crítica en Anatolia: los armenios de Cilicia se rebelaron contra la autoridad bizantina, mientras que los cruzados eliminaron la influencia política imperial en sus territorios.
Por otra parte, Nur ad-Din (1146-1174), el emir zenguí de Alepo, se alió con Masud. Nur ad-Din, cuyo emirato se encontraba cerca de Antioquía, entre Asia Menor y Egipto, impelió con ello a Manuel a sopesar acciones en territorios muy alejados de Constinantinopla, ya que su concierto con Masud suponía una grave amenaza para los Estados latinos de Oriente. El Condado de Edesa fue destruido, incluida la parte que Beatriz de Edesa había cedido a los bizantinos. La plaza de Turbessel, controlada por el imperio, fue tomada por un lugarteniente de Nur ad-Din en 12 de julio del 1151. Después de haber restablecido el dominio bizantino en Cilicia, Manuel pudo por fin intervenir en la zona en el 1158, tras habérsele sometido Reinaldo de Châtillon. Manuel firmó un pacto con Balduino III de Jerusalén (1143-1162) para marchar contra Alepo, pero el proyecto se frustró por la firma de una tregua entre los bizantinos y el emir de la ciudad, por la que Nur ad-Din liberó a miles de cautivos. De camino a Constantinopla, Manuel se batió con Kılıj Arslan II (1155-1192), nuevo sultán de Rum, que trató de vencer a su ejército cerca de Iconio. El sultán resultó derrotado en el 1161, y tuvo que firmar un tratado mediante el cual se hizo vasallo del imperio.. El tratado estipulaba también el envío de contingentes para servir como auxiliares en el Ejército imperial y la devolución a Manuel de varias ciudades. La paz establecida por el tratado, no obstante, era precaria. En el 1164, Nur ad-Din emprendió nuevos ataques contra Antioquía, mientras Amalarico I de Jerusalén (1163-1174) estaba enfrascado en la conquista de Egipto. La ciudad se salvó únicamente por el socorro bizantino y Amalarico se convenció de que necesitaba aliarse con Manuel para evitar que, durante sus campañas en Egipto, los enemigos se apoderasen del Principado de Antioquía.

El Imperio bizantino y el Sultanato de Rum en el 1170.

Manuel aceptó la propuesta de Amalarico. Esperaba aumentar así su influencia en los estados latinos, y convertirse de cierta manera en su protector. Además, el tratado estipulaba el reparto de Egipto, lo que debía permitir al imperio recuperar parte de esta región, conquistada por los árabes a mediados del siglo VII. Sin embargo, Amalarico no esperó la llegada de las tropas bizantinas y comenzó la campaña contra Egipto en el 1168. Al-Adid (1160-1171), califa fatimí de Egipto, pidió ayuda a Nur ad-Din a cambio de cederle un tercio de su territorio. La llegada de Shirkuh y de Saladino llevó como consecuencia la derrota franca. Como resultado del conflicto Egipto se volvió una provincia turca de Nur ad-Din. A pesar de este revés, Manuel decidió continuar con los planes de campaña y envió al megaduque Andrónico Contostefano al mando de una gran flota (de unos doscientos bajeles) y un ejército. Este ejército participó junto con las huestes de Amalarico en el asedio de Damieta (septiembre-diciembre de 1169). Las desavenencias entre Andrónico y el rey de Jerusalén frustraron el cerco y acabó con la retirada de los soldados bizantinos a sus naves. En el 1170, Saladino se independizó de Nur ad-Din, que continuó las ofensivas contra los estados latinos. Este falleció en el 1174; con su muerte se desintegró el Estado turco de Alepo, que acabó por caer en poder de Saladino. Poco después, Manuel abandonó definitivamente sus proyectos de invasión de Egipto.

Mapa del Imperio bizantino en el 1180, a la muerte de Manuel.

#### Batalla de Miriocéfalo y sus consecuencias
Mientras el Imperio bizantino se enfrascaba en proyectos de conquista lejanos y costosos —tanto en soldados como en dinero—, los selyúcidas se fortalecían, aprovechando la calma que reinaba en Anatolia. Kilij Arslan II comenzó por eliminar a su principal rival en la región, el emir danisméndida. Trató incluso de coligarse con Nur ad-Din, pero tuvo que renunciar a ello ante la preocupación que esto causó a los bizantinos. El tratado del 1162 se renovó en 1173, pero pronto quedó patente que el sultán selyúcida no estaba dispuesto a pagar el estipulado tributo en oro ni a ceder al imperio algunas ciudades fronterizas, como Sebastea.
Estas provocaciones suscitaron una campaña punitiva bizantina que Manuel envió contra la capital del sultanato, Iconio. Los turcos se avinieron a renovar la paz, pero el emperador se negó a hacerlo, pese al consejo de hacerlo de algunos de sus generales. Manuel dividió sus huestes en dos grupos: el primero, con Andrónico Vatatzés al frente, se dirigió hacia Amasea, pero cayó en una emboscada en la que Vatatzés perdió la vida. El segundo grupo, con Manuel al mando, continuó hacia Iconio, atravesando desfiladeros a menudo boscosos, ideales para una celada. En uno de ellos, cerca de la fortaleza de Miriocéfalo, los selyúcidas acometieron a los bizantinos el 17 de septiembre del 1176. Los atacantes se encarnizaron principalmente con el ala derecha bizantina, acosada duramente por los arqueros turcos, a los que Manuel finalmente logró repeler. Las pérdidas de ambos bandos fueron abundantes; los bizantinos, sin embargo, perdieron en el combate no solo hombres, sino también sus máquinas de asedio, lo que frustraba toda posibilidad de tomar la capital selyúcida. A pesar de ello, la paz firmada finalmente a propuesta de Kilij Arslan fue relativamente favorable a los bizantinos y estos únicamente tuvieron que desmantelar las fortalezas de Dorilea y Sublaion.
La victoria permitió a los turcos consolidar su posición en la región y volverse una potencia en la zona: unificados en un solo Estado, habían demostrado capacidad para resistir los embates bizantinos. Aunque el imperio había logrado recuperar territorios desde el establecimiento de la dinastía comnena en el trono bizantino, en su mayoría conservados incluso tras la derrota de Miriocéfalo, a partir de esta tuvo que aceptar la existencia de un estado rival en la región que dominaba algunas de las comarcas de más antigua tradición bizantina.
A la derrota bizantina en Miriocéfalo, empero, no le siguió una invasión turca del territorio imperial. En el 1177, los bizantinos rechazaron una incursión turca en la batalla de Hyelion y Leimocheir, y arrebataron algunas tierras a los turcos. Sin embargo, a la muerte de Manuel, acaecida en el 1180, las fronteras imperiales eran más débiles que cuando ascendió al trono. En el este, los selyúcidas salieron reforzados del choque de Miriocéfalo, frustrando los planes bizantinos de recuperar el dominio completo de Asia Menor. La batalla marcó el fin del vasallaje selyúcida a Constantinopla, que se había mantenido durante la mayor parte del reinado de Manuel.

## Implosión del Imperio bizantino

### La caída de Constantinopla (1180-1204)

El Sultánato de Rum hacia 1190

Al igual que había sucedido antes con la batalla de Manzikert, no fue tanto la derrota misma de Miriocéfalo lo que fue un descalabro para el Imperio bizantino como lo que le siguió. En efecto, la muerte de Manuel I originó un nuevo período de inestabilidad para el Imperio bizantino. En 1182 el joven Alejo II Comneno (1180-1182) fue derrocado por Andrónico I Comneno, quien también fue luego derrocado a su vez por Isaac II Ángelo (1185-1195) en 1185. Kilij Arslan II aprovechó la situación para adueñarse de las costas meridionales de Anatolia y de Cotieo y de Sozópolis antes de hacer la paz con Isaac II.

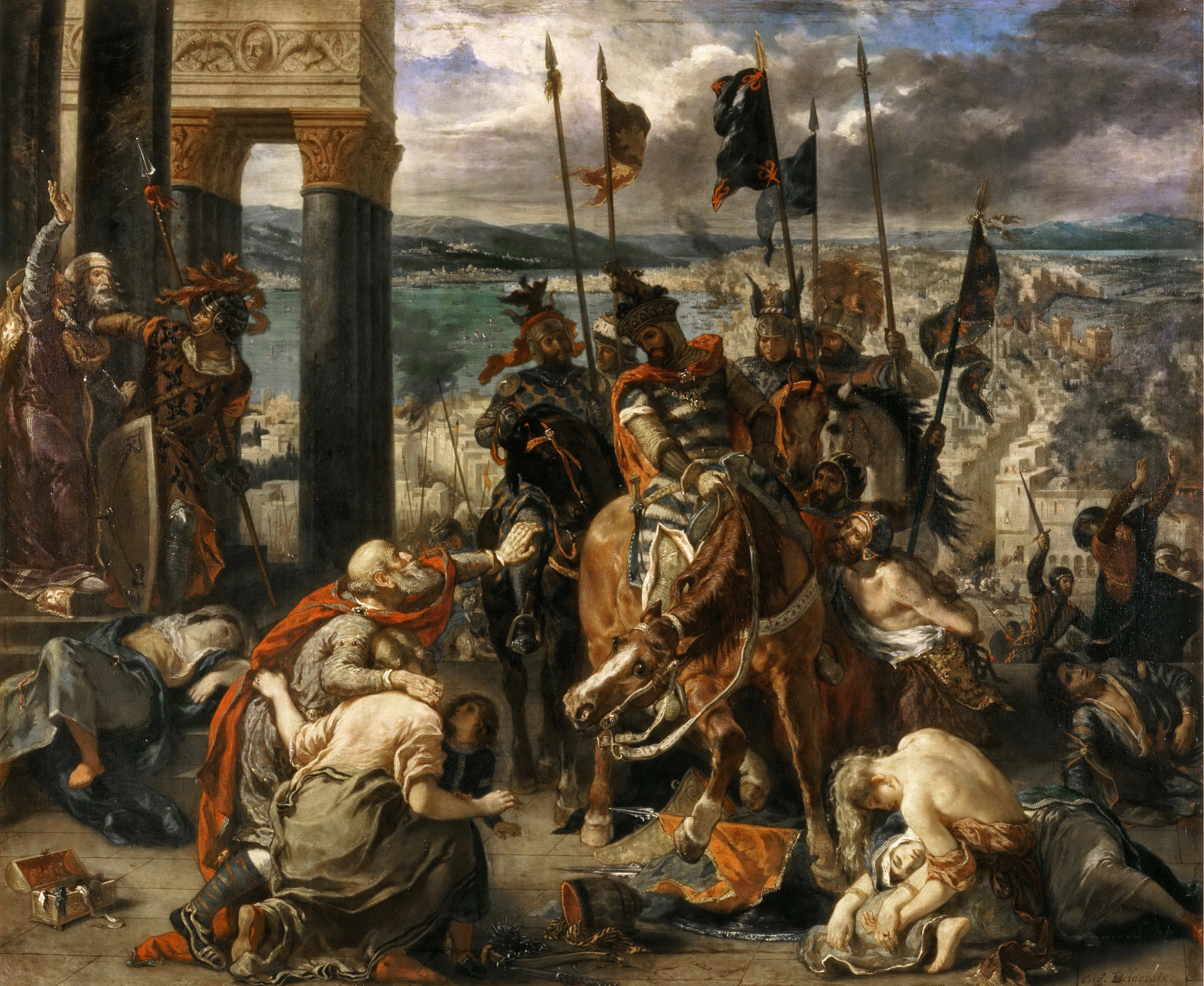
L'Entrée des Croisés à Constantinople, óleo de Eugène Delacroix (1840).

Pero la situación se degradó también para el Sultanato de Rum. Hacia el fin de su reinado, Kilij Arslan II repartió su reino entre sus diez hijos. Además, los cruzados de Federico I Barbarroja entraron en territorio selyúcida después de haber causado estragos en el Imperio bizantino. Se apoderaron de la ciudad de Iconio y Kilij Arslan hubo de aceptar el paso de Federico Barbarroja por su territorio, si bien luego su hijo puso en cuestión esta exigencia después de su muerte en 1192. Este periodo de disturbios siguió al declive general de los selyúcidas. El imperio iraquí de los grandes selyúcidas desapareció en 1194. En el sultanato mismo, la llegada al poder de Kaikosru I (1192-1197) no cambió la situación y las disputas entre hermanos continuaron.
Del lado bizantino, la llegada al poder de Isaac II Ángelo tampoco detuvo el declive del imperio. Bulgaria se sublevó y se constituyó en Estado independiente, mientras que Teodoro Mangaphas se apoderó de cierto territorio en Lidia. Finalmente vencido por Basilio Vatatez, se refugió con el sultán de Konya, que le otorgó tropas para devastar las tierras bizantinas, aunque finalmente fue hecho prisionero. El poder cambió de manos en los dos campos a finales del siglo XII: Alejo III Ángelo (1195-1203) tomó las riendas del poder en el Imperio bizantino en 1195 mientras que Kaikosru I fue vencido por Solimán II (1197-1204) en 1197 y debió refugiarse en Damasco, y después en Constantinopla.
Aun con las dificultades que los dos bandos sufrían, los turcos lograron arrebatar territorios a los bizantinos: Kaikosru I, emir de Ankara, tomó posesión de varias ciudades pergamenas en 1197 en las que la población griega huyó y fue reemplazada por otra turca. En 1198, el sultán de Rum se apoderó de dos caballos que Saladino había enviado al Imperio bizantino, lo que echó leña al fuego. Alejo III replicó arrestando a todos los comerciantes que hubieran comerciado con Konya. En represalia, el valle del Meandro fue talado impunemente por el sultán.
El principio del siglo XIII estuvo marcado por la cuarta Cruzada y la toma de Constantinopla por los cruzados, que no pudieron evitar ni Alejo III ni Alejo V de Trebisonda. En 1203 Alejo III prefirió huir ante el asalto de las tropas cruzadas a Constantinopla, lo que permitió que Alejo IV (1203-1204) y Isaac II obtuviesen el trono. Los cruzados conquistaron Constantinopla en 1204, después de la usurpación del trono imperial por Alejo V. Este acontecimiento tuvo enormes consecuencias para el Imperio bizantino. Constantinopla devino la capital del Imperio latino de Constantinopla.
La toma de la ciudad por los cruzados llevó a la implosión del Imperio bizantino: este se dividió en tres territorios. El Despotado de Epiro se formó en las tierras del oeste y tuvo por primer señor a Miguel I Comneno Ducas. En la región del antiguo Reino del Ponto se conformó el Imperio de Trebisonda, regido primero por Alejo I (1204-1222) y luego por David Comneno (1204-1214), dos nietos de Andrónico I Comneno. Teodoro I Láscaris (1204-1222) fundó el Imperio de Nicea al oeste de la península anatolia, con el apoyo del sultán de Iconio: era lo que quedaba del Imperio bizantino.

### Lucha entre turcos y los estados griegos de Nicea y de Trebisonda

La situación del Imperio bizantino en 1204 (las fronteras son aproximativas)

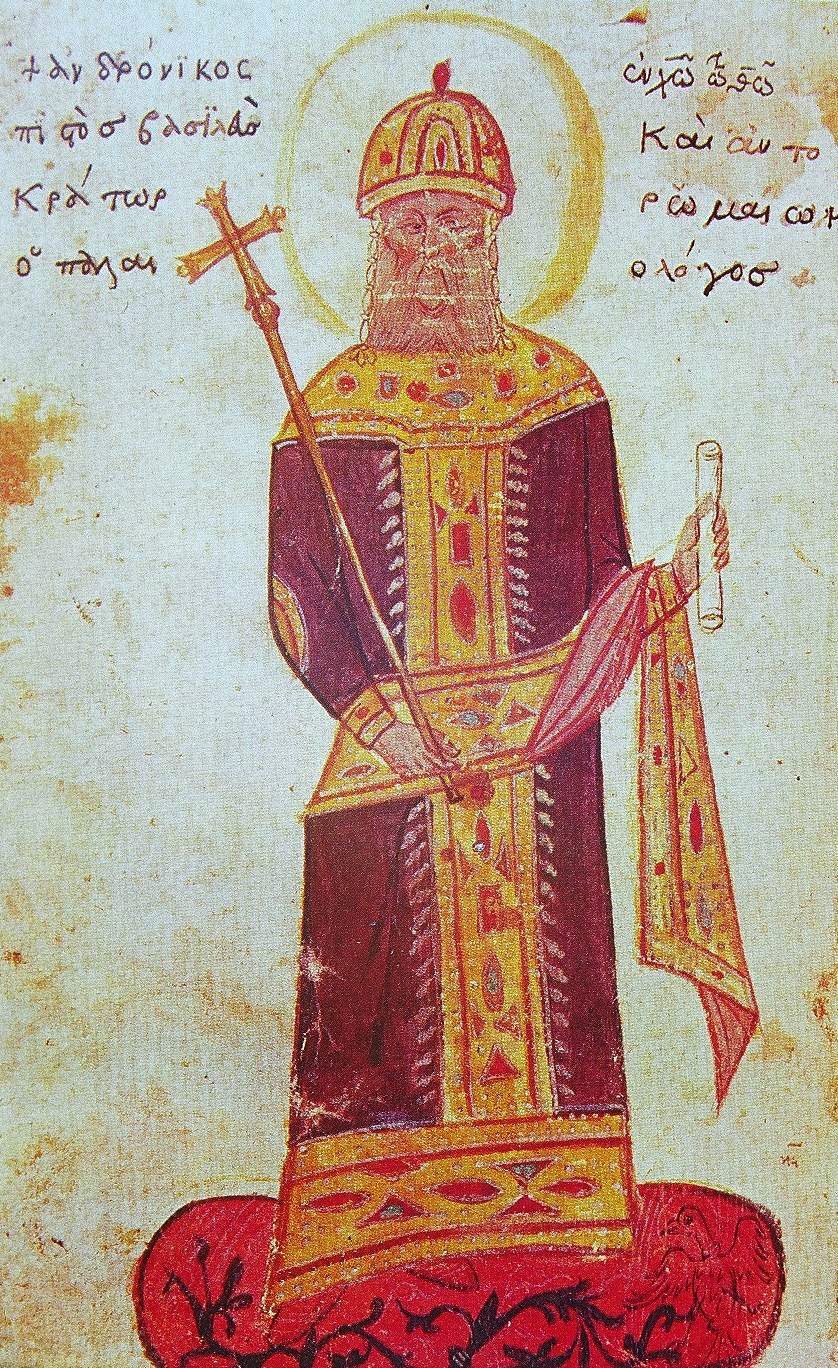
Miguel VIII Paleólogo, el restaurador del Imperio bizantino, fue el último emperador que reinó sobre un Imperio bizantino tanto asiático como europeo.

La toma de Constantinopla tuvo consecuencias capitales en la lucha entre los turcos y los bizantinos. Desde entonces los bizantinos estuvieron divididos en tres estados diferentes, de los cuales dos se hallaban exclusivamente situados en la península anatoliana. En cuanto al Sultanato de Rum, retornó en 1205 Kai Khrosro I (1205-1211) al poder, quien depuso al joven Kılıç Arslan III (1204-1205). Las relaciones entre griegos y turcos se volvieron entonces más complejas, porque los selyúcidas combatían a dos adversarios que a veces lidiaban entre ellos mismos.
A partir de 1210 las relaciones pacíficas que existían entre Nicea e Iconium se degradaron. En 1207 los selyúcidas retomaron Laodicea de Frigia. Kaikosru I se alió con el emperador latino en 1209, y previó atacar el Imperio de Nicea, pretextando su voluntad de restablecer a Alejo III en el trono, sin embargo él sufrió una derrota en la batalla de Antioquía del Meandro en 1211 y murió en manos de Teodoro durante la batalla.
Esta victoria permitió a Teodoro consolidar su frontera oriental y fue la última gran confrontación entre bizantinos y selyúcidas. En efecto, la sucesión de Kaikosru suscitó conflictos entre sus hermanos. Kaikaus I (1211-1220) logró tomar la delantera y firmar la paz con el Imperio de Nicea. Teodoro aprovechó los conflictos internos de los selyúcidas para conquistar territorios en Caria, Capadocia y en Galacia, sobre los costa del Mar Negro. El Imperio de Trebisonda no sacó provecho de los problemas de los turcos; por el contrario, Alejo I fue capturado por Kaikaus I en una partida de caza en 1214. Aunque fue finalmente liberado, el Imperio de Trebisonda fue obligado a ceder la ciudad de Sinope y el emperador fue puesto bajo la tutela del sultán. Esta adquisición, junto con la toma de Antalya en 1207, permitió a los selyúcidas convertirse en un importante cruce comercial en la región. Además los dos imperios griegos de Anatolia se encontraban definitivamente separados.
Los años que siguieron no fueron alterados por ningún conflicto distintivo entre los selyúcidas y el Imperio de Nicea. Juan III Ducas Vatatzés (1222-1254) solidificó los lazos comerciales con los selyúcidas mientras que al mismo tiempo formó un sistema de feudos para defender la frontera. Es el Imperio de Trebisonda el que sufrió las veleidades ofensivas de los turcos. Así Kaikubad I (1220-1237), el sucesor de Kaikaus I, debió dirigir una ofensiva contra el Imperio de Trebisonda cuyo emperador, Andrónico I de Trebisonda (1222-1235), buscó deshacerse de los vínculos de vasallaje para con el sultán. Intentó retomar la ciudad de Sónope y atacó Samsun. La flota selyúcida replicó atacando una parte de la costa del imperio, mientras que Trebisonda era asediada. El asedio fue finalmente levantado, pero después de haber apoyado sin éxito a los adversarios de los selyúcidas, Andrónico no tuvo más opción que renovar el tratado de vasallaje y pagar un tributo al sultán. Sin embargo el Sultanato selyúcida vio sus fronteras orientales amenazadas por el avance de los mongoles dirigidos por Gengis Kan (1206-1227) y después por Ogodei (1229-1241), con quien él firmó un tratado de paz.
Aun con esa precaución, Kaikosru II (1237-1246), el sucesor de Kaikubad I, afrontó a un ejército mongol en 1243. Su ejército tuvo un contingente proveniente de Trebisonda. El emperador Manuel I (1238-1263) honró así su título de vasallo. Aun con su superioridad, Kaikosru fue derrotado en la batalla de Köse Dağ el 26 de junio de 1243. Esta batalla marcó el principio del fin del Imperio selyúcida cuando todavía estaba en su apogeo a la muerte de Kaikubad I en 1237. Un evento tal cambió la situación. Los mongoles eran por entonces la mayor potencia de Asia Menor y Juan III Ducas Vatatzés, el nuevo emperador de Nicea, firmó una alianza con el Sultanato de Rum. Mientras que el emperador de Trebisonda se convirtió en vasallo de los mongoles, al igual que su antiguo soberano Kaikosru I.
Hasta julio de 1261 y la toma de Constantinopla por Miguel VIII Paleólogo, el Sultanato de Rum no era más una amenaza. La muerte de Kaikosru en 1246 fue el origen de una nueva crisis de sucesión que finalizó en una suerte de triunvirato gobernando el sultanato. Tal división beneficiaba a los mongoles que poco a poco fueron interfiriendo  en los asuntos interiores turcos. Del lado bizantino, las fronteras orientales no interesaban a los emperadores de Nicea, los cuales se concentraron en la toma de tierras europeas, con el objetivo de reconquistar Constantinopla. Las relaciones entre los dos estados fueron, por lo tanto, relativamente pacíficas e incluso cuando Miguel Paleólogo (el futuro emperador Miguel VIII) fue acusado de conspiración por Teodoro II Láscaris (1254-1258), encontró refugio en Iconium. Él se convirtió en una suerte de mercenario y el sultán de Iconium le dio el control de tropas para combatir a los mongoles. A pesar de esta ayuda, el sultanato se vengó por una expedición turca y el sultán de Iconium solicitó a Teodoro que le cediese tropas de acuerdo al tratado firmado entre Juan II y Kay Khusraw. A cambio de esto, el sultán ofreció al emperador las ciudades de Laodicea y de Colosas. No obstante, Teodoro II no envió más que un pequeño contingente de tropas, su lucha contra el Despotado de Epiro no le permitía enviar muchos soldados hacia campañas de riesgo alto.
Esta situación de calma perduró hasta la reconquista de Constantinopla por Miguel VIII Paleólogo (1261-1282) en 1261. Para esta fecha, el Imperio bizantino parecía en una situación paradojal de fuerza contraria a la de los turcos. Su liberación y su división no le impidieron sobrevivir mientras que el Sultanato de Rum tuvo su apogeo bajo el reinado de Kay Qubadh I. Las invasiones mongolas produjeron prácticamente una destrucción de la hegemonía seléucida en el seno de la comunidad turca que se desmembraba muy rápidamente, lo que permitió al Imperio bizantino conservar sus territorios asiáticos a pesar de las numerosas guerras que sostenía en el frente europeo.

## Incursiones turcas en tiempos de Miguel VIII (1261-1282)
Tras la caída de Constantinopla en 1204 a manos de los católicos occidentales de la Cuarta Cruzada, el Imperio Romano de Oriente quedó dividido y en el caos, aprovechando la situación el sultanato de Rum comenzó a ocupar los territorios bizantinos de Asia Menor (actualmente Turquía). El Imperio de Nicea, el más poderoso de los estados griegos sucesores del Imperio bizantino y radicada en la actual Turquía, pudo detener la invasión turca y finalmente, en 1261, reconquistar Constantinopla, restableciendo así el Imperio bizantino. Sin embargo la posición del Imperio bizantino en el continente europeo permanecía incierta debido a la presencia de los otros estados griegos sucesores del Imperio bizantino y que ahora se resistían a reintegrarse al restaurado Imperio bizantino, destacando por encima de todos el despotado de Epiro. El Imperio bizantino no sólo tuvo que hacer frente a la hostilidad del despotado de Epiro, sino también a los emergentes del Reino de Serbia y el Segundo Imperio búlgaro. Esto provocó que el Imperio bizantino centrara su atención en Europa y trasladara gran número de tropas desde el Asia Menor.
Por su parte, el sultanato de Rum, el principal rival del Imperio bizantino en Asia Menor, se debilitó progresivamente, pero este hecho, no significó ninguna noticia positiva por los bizantinos. Miguel VIII Paleólogo buscó reintegrar el despotado de Epiro en el imperio y evitar una nueva cruzada contra él, dejando a un lado Asia Menor a pesar de la desintegración del sultanato de Rum. Al contrario, hizo la paz con el mongol Hulagu Kan para prevenir eventuales ataques del sultanato de Rum, así como con el musulmán Baybars (1260-1277). Los selyúcidas, dirigidos desde 1265 por Mu'in ad-Din Suleyman (también llamado Pervane o Parwâna) (1265-1277), el regente de Kay Khusraw III (1265-1284), ambicionaban expulsar a los mongoles de Anatolia y se aliaron secretamente con Baybars. Los mongoles fueron derrotados por Baybars en la batalla de Elbistan y ejercieron una pesada represión sobre los seljúcidas, culpables de haber huido en la batalla. A la muerte de Pervane, en 1277, el Sultanato de Rum apenas tenía poder. Kay Khusraw fue sometido a los mongoles y las tribus turkmenas se despegaron de la autoridad seljúcida, infiltrándose por su cuenta en Anatolia. Es la época de los beylicatos, inaugurada por la batalla de Köse Dağ.
Entre esos principados, el de los karamánidas se apoderó de Konya el 12 de mayo de 1277. Otros beilicatos importantes fueron el de los germiyanidas, el de Saruhan, el de Aydin que se independizaron a fines del siglo XIII. La tribu Kayi, de la que nacerán los Otomanos, se estableció en la frontera entre los territorios turcos y bizantinos. Söğüt, tomada a los bizantinos en 1265, se convirtió en la primera capital del emirato otomano.  El mayor error de Miguel VIII fue descuidar la defensa de la frontera, fuertemente amenazada por el surgimiento de estos pequeños principados. De este modo, Miguel VIII suprimió los privilegios a cambio de los cuales los colonos aseguraban la defensa de la frontera contra las incursiones de los turcos. Miguel VIII deseaba disminuir los gastos para concentrar sus esfuerzos en la reconstrucción de Constantinopla, después de la ocupación latina, y en sus luchas en Europa.
Los emiratos turcos lo aprovecharon para multiplicar las incursiones en el valle del Meandro y en Caria. Ante el peligro Miguel envió a su hermano Juan Paleólogo que organizó la defensa y repelió los raids turcos, que se reanudaron con su partida y llegaron a tomar Tralles. Como reacción, Andrónico, hijo de Miguel, fue enviado contra los turcos en 1281. Recuperó Tralles, pero los turcos volvieron a tomarla e instalaron allí un emirato que amenazaba las posesiones asiáticas del imperio. En realidad, las posesiones bizantinas fueron progresivamente atravesadas por hordas turcas; y si las villas consiguieron resistir en ocasiones, no ocurrió lo mismo con los campamentos ataados por bandas turcas. A pesar de esto, Miguel VIII consiguió rechazar a los turcos de Bitinia con una campaña en 1281 y fortificó las orillas del río Sakarya.

### Aceleración del declive bizantino (1281-1304)

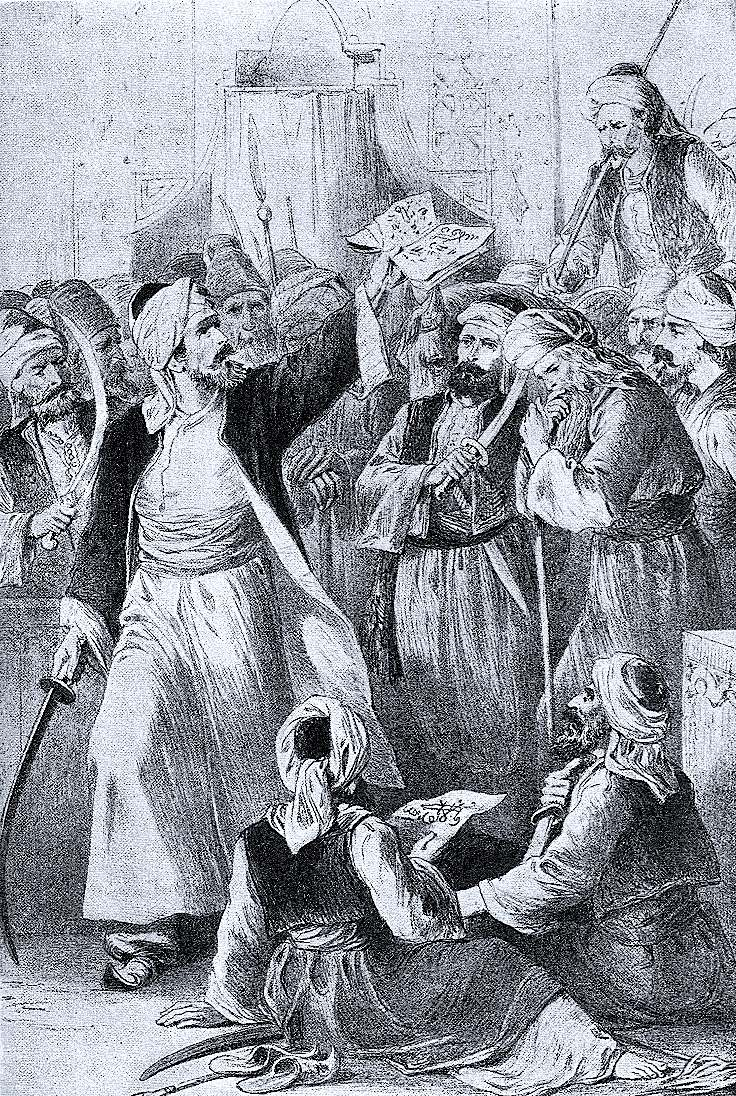
Osman I acompañado de guerreros ghazis.

A partir de 1290 Andrónico II comenzó a construir fuertes e intentó reconstituir el sistema de los akritoi o colonos suprimido por Miguel VIII a lo largo de la frontera con los turcos, pero sin éxito. A continuación, ordenó al general Alexis Philanthropénos rechazar a los turcos mediante una campaña en el valle del Meandro y en Caria; el general, victorioso, intentó rebelarse, pero fue vencido, a pesar del apoyo de las poblaciones liberadas; lo que llevó al abandono de la campaña en diciembre de 1296. Juan Tarchaniotes, nuevo general de la región, consiguió éxitos pero fue obligado a renunciar por diferencias financieras con otras autoridades.
Por su parte, los emiratos de Sarukan, Kermian y Karaman ocuparon las provincias marítimas y se extendieron a expensas de los bizantinos. En 1302, en la batalla de Bafea, el ejército bizantino dirigido por Miguel IX Paleólogo fue vencido por las tropas otomanas de Osman I (1281-1326), que capturaron fuertes situados entre Nicea y  Nicomedia. Dos años después, Progonos Sgouros fue vencido en la région de Kaitokia. Las villas de Bitinia intentaron resistir a los asaltos turcos. La defensa de Filadelfia fue asumida por el obispo, Magnesia fue dirigida de manera cuasi independiente por Attaliotes, y Miguel IX consiguió mantenerse en Pérgamo unos meses antes de replegarse hacia Constantinopla.
Andrónico pidió ayuda a Ghazan, el kan mongol de Persia, pero este murió en 1304. Su sucesor en 1305 prometió enviar 40000 hombres contra los turcos. Pero los otomanos tomaron una fortaleza bizantina, lo que contribuyó a suprimir las comunicaciones entre Nicea y Nicomedia. Por otro lado, Andrónico II recibió el apoyo de una compañía de catalanes que se pusieron al servicio del imperio contra los turcos.

### Episodio catalán

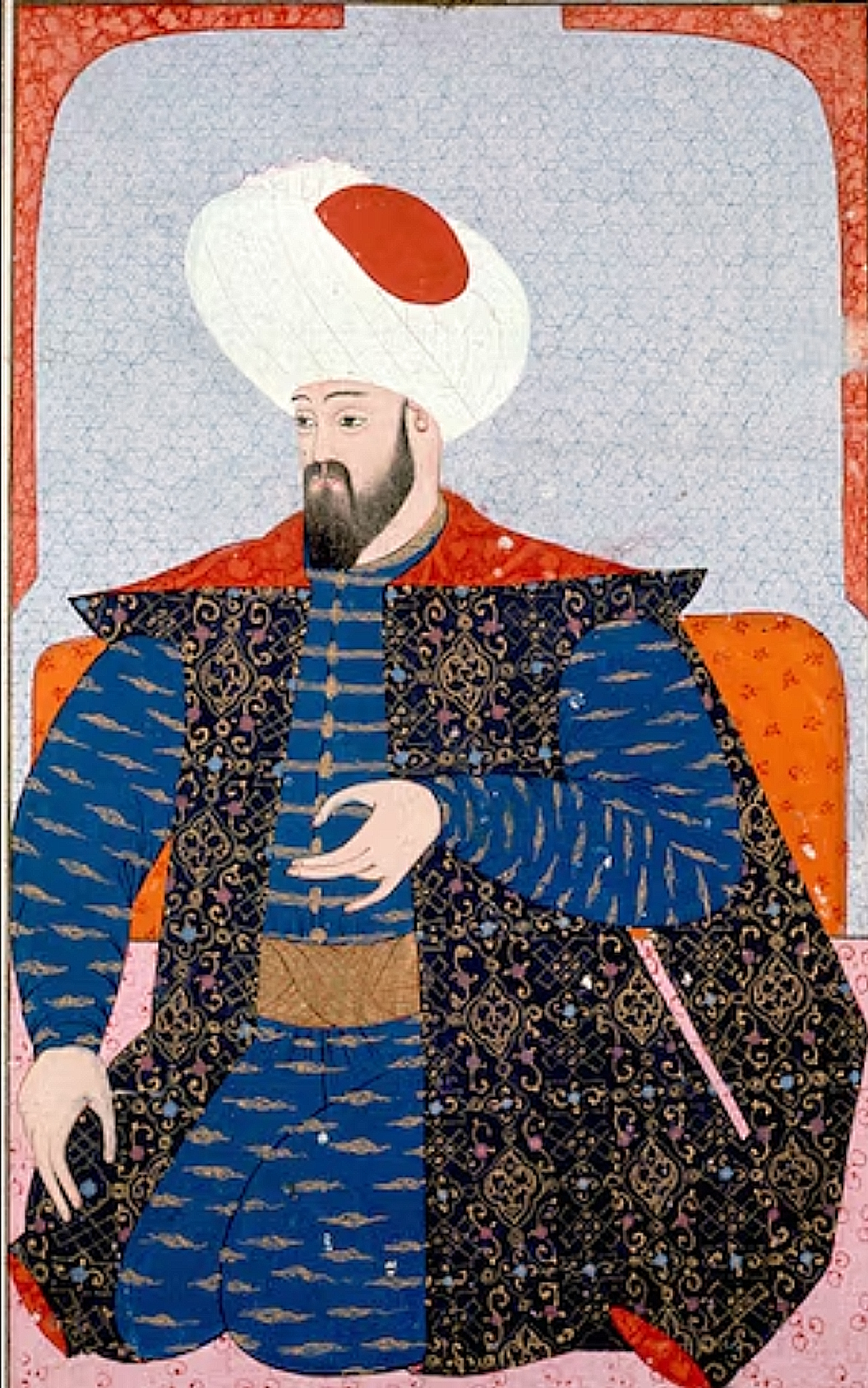
Osman I, fundador del emirato otomano, conquistó tierras asiáticas del Imperio bizantino.

Esta compañía, dirigida por Roger de Flor, es reclutada por Federico II de Sicilia para combatir a Carlos II de Anjou y queda libre con la paz entre ambos. Roger de Flor ofrece entonces sus servicios a Andrónico a cambio del título de megaduque, la mano de una princesa bizantina, y un sueldo para sus soldados dos veces superior al de otros mercenarios. Enviados a Anatolia contra los turcos, en enero de  1304, los seis mil catalanes obligan a los turcos a levantar el sitio de Cízico. En abril, aplastan a los turcos que asedian Filadelfia. Venciendo a las tropas turcas que se oponen a su avance, pronto Roger de Flor y sus hombres alcanzan los montes Tauro, donde vencen a un ejército turco en las Puertas de Hierro.  Pero esas conquistas son reducidas a nada por la antipatía creciente entre los catalanes y los habitantes de Anatolia. Así, en Magnesia, los habitantes saquean el botín acumulado por Roger de Flor y cuando éste regresa pone sitio a la ciudad. Finalmente, no puede continuar su campaña contra los turcos pues Andrónico le reclama en Europa, donde está en guerra contra los búlgaros. Sin embargo, las relaciones se degradan, y ante el riesgo de un motín en sus propias filas Andrónico no envía a los catalanes a batirse junto a los bizantinos contra los búlgaros.  Los turcos asedian Filadelfia y Andrónico acuerda con Roger de Flor para que los combata con sus 3000 hombres antes de ser asesinado por orden de Miguel IX (7 de abril de 1307).
La reacción catalana no se hace esperar. Saquean inpunemente una gran parte de las tierras europeas cerca de dos años, arrastrando con ellos a soldados de diversas nacionalidades, incluidos turcos. Finalmente, tras haberse dividido, los catalanes fundan el ducado de Neopatria.
Los turcos se aprovechan de esos sucesos y, a excepción de Bitinia, toman casi todas las villas anatolias del Imperio bizantino. Así, la ciudad de 'Éfeso es tomada por Sasa Bey, del beylicato de Menteşe, el 24 de octubre de 1304, tras tomar el control del valle del Caistro, y Magnesia cae en manos de los Saruhanidas en 1313; y otro tanto para numerosas ciudades bizantinas.

#### El imperio entre guerras civiles y asaltos turcos

Los beylicatos turcos de Anatolia hacia 1330.

En cuanto los bizantinos perdieron sus últimas fortificaciones en Asia, los turcos comenzaron sus incursiones europeas. Así comenzaron de modo paralelo a los pillajes liderados por la Gran Compañía Catalana en Tracia. Pero la partida de ella hacia Atenas no implicó el retorno de la paz para la península de Galípoli y sus alrededores. Numerosos turcos aprovecharon la oportunidad del descanso de los catalanes y conquistaron Tracia. Miguel IX fue por primera vez vencido por los turcos dirigidos por Halil en 1311. Recién en 1314 un nuevo ejército bizantino, sostenido por los serbios, consiguió cercar y derrotar a los 1800 turcos presentes en la península de Galípoli. Al mismo tiempo, los otormanos tomaron el control de la isla de Imrali, situada en el mar de Marmara, por la acción del almirante Emir Ali. Esta fue la primera de las islas de este mar en ser ocupada por los turcos, que instalaron allí una base naval que les permitiera interceptar las comunicaciones entre Bursa y el resto del Imperio bizantino.

El Imperio bizantino al fin del reinado de Andrónico II.

Además, en 1321 comienza una guerra civil, desastrosa para los bizantinos, entre Andrónico II y su nieto Andrónico III que dura hasta 1328. La mayor plaza fuerte bizantina en Anatolia, Bursa cae, reducida por el hambre, el 6 de abril de 1326. Los otomanos, uno de los emiratos,  hacen de ella su capital a partir del reinado de Orkhan (1326-1360), el sucesor de Osman I. Sin embargo, Andrónico II consigue salvar de nuevo Filadelfia por medio del general Philanthropenos, que, a pesar de su ceguera y su edad avanzada, consigue rechazar a los turcos.
El nuevo emperador Andrónico III (1328-1341), ante la imposibilidad de hacer frente a serbios, búlgaros y turcos, firma en 1329 un tratado con el emir Saruhan de Magnesia, el más poderoso de los emires turcos que reside en Kütahya, y con Umur Bey, emir de Esmirna. Pero eso no impide a los otomanos proseguir sus incursiones. En 1328, ponen sitio a  Nicea. Andrónico intenta levantarlo enviando un ejército de dos mil hombres que él dirige con Juan Cantacuzeno; pero es batido el 10 de junio de 1329 en la batalla de Pelekanon.·.
Tras esta derrota, el gobernador de Nicea comprende que no va a recibir socorros y rinde la villa a los turcos el 2 de marzo de 1331. A continuación la ciudad de Nicomedia es tomada al asalto. En 1333, Andrónico III trata directamente con Orkhan a quien entrega doce mil hiperpirones de oro a cambio de salvaguardar las últimas tierras bizantinas de Asia. Sin embargo, la ciudad de Nicomedia cae en 1337 y sólo villas como Filadelfia o Heraclea del Ponto son aún bizantinas en Asia.

### Andrónico III y los emiratos turcos de Anatolia
Los otomanos, obligados a hacer frente a la resistencia bizantina, mantienen una gran combatividad, atrayendo tropas a veces indisciplinadas (los ghazis) que, instalados en las fronteras del Imperio bizantino, pueden saquearlo. Osman (sultán, hijo del sultán de los ghazis, ghazi, hijo  de ghazis), consigue disciplinarlos para que su emirato no pierda.
Los otros emiratos turcos son también peligrosos adversarios del imperio, especialmente los que disponen de una fuerza marítima importante; como las mandadas por Saruhan emir de Magnesia (que en 1333 saquea las costas de Tracia), Umur Bey, emir de Aidin en Esmirna y Khidr beg, emir de Éfeso.
De las islas del mar Egeo unas están bajo dominio latino, otras son bizantinas y otras pertenecen a la orden de los Hospitalarios, lo que dificulta su defensa. Los Hospitalarios logran defender sus posesiones de los turcos, pero no consiguen detenerlos.
Andrónico permite a  Benedetto  y  Martino Zaccaria convertirse en señores de la isla de Quíos. Estimulado por sus victorias contra los corsarios turcos, Martino se aleja de la tutela bizantina y actúa como soberano; por lo que Andrónico envía un centenar de navíos que toman la isla en 1329.
A partir de 1332, Andrónico forma parte de la liga naval de potencias cristianas compuesta de bizantinos, venecianos, hospitalarios y francos de Chipre. Su objetivo es  Esmirna de donde parten las expediciones de Umur bey, pero no atacan la ciudad y se contentan con algunas victorias sobre el emir de Karasi antes de que la muerte del papa Juan XXII, iniciador del movimiento, ponga fin a las actividades de la liga.
Los Turcos comienzan a asaltar Europa; Andrónico, que tiene que dirigir una expedición para expulsar a los turcos de Rodosto, debe rechazarlos una vez más en  Tesalónica después cerca de Constantinopla.
Paradójicamente, es con la ayuda de Saruhan de Magnesia y de Umur bey que Andrónico puede retomar el control de la isla de Lesbos y de la villa de Focea a los italianos en 1335. Saruhan le envía hombres y avitualla al ejército imperial en el sitio de Focea. Umur bey firma un tratado de alianza defensiva con Andrónico contra los otomanos y los italianos y ve su estado reconocido por Andrónico, que le proporciona además una suma de cien mil hiperpirones.

### Primeros pasos de los otomanos en Europa (1341-1355)
A la muerte de Andrónico III en 1341 estalla una Guerra entre Juan Cantacuzeno, nombrado regente de Juan V Paleólogo (1341-1376) y Ana de Saboya, la mujer de Andrónico III, cuando ésta, bajo la influencia del patrairca Juan Calecas, depuso a Juan Cantacuzeno de todas sus funciones. Como respuesta, este se proclama emperador el 26 de octubre de 1341 sin por ello poner en entredicho el lugar sobre el trono de Juan V. Para lograr sus fines, Juan Cantacuzeno apela a Umur bey pero este ejército fracasa en tomar Salónica y debe regresar a Didimótico en noviembre de 1343,. Juan Cantacuceno se encuentra acorralado por las tropas serbias y búlgaras que apoyan a Ana de Saboya. Pero los sodados de Umur bey, que siguen presentes en Tracia, les rechazan.
Umur bey debe hacer frente a la cruzada del Archipiélago instigada por el papa Clemente VI y compuesta por Venecia, Rodas y Chipre que consigue tomar Esmirna en 1343 o 1344 y, cuando trata de retomarla, Umur bey muere en 1348. Juan Cantacuzeno demanda la ayuda de Orkhan a fines de 1344 y le da su hija Teodora en matrimonio. A cambio, Orkhan le proporciona seis mil hombres que niega a Ana de Saboya. Ésta obtiene de Saroukhan el envío de seis mil hombres para combatir a Juan Cantacuzeno, pero que prefieren saquear los alrededores de Constantinopla y atacar a Bulgaria más rica. Finalmente, en 1347, Juan Cantacuzeno penetra en Constantinopla.
En la misma época, los otomanos toman el control del beylicato de los Karesioğulları en el noroeste de Anatolia. En Europa, las tropas turcas que sostienen a Juan Cantacuzeno —coronado como Juan VI (1347-1354)— amenazan la integridad del Imperio bizantino. Juan VI y Juan V Paleólogo, los dos emperadores son obligados a combatirlos en 1348 cuando se vuelven hacia Constantinopla.

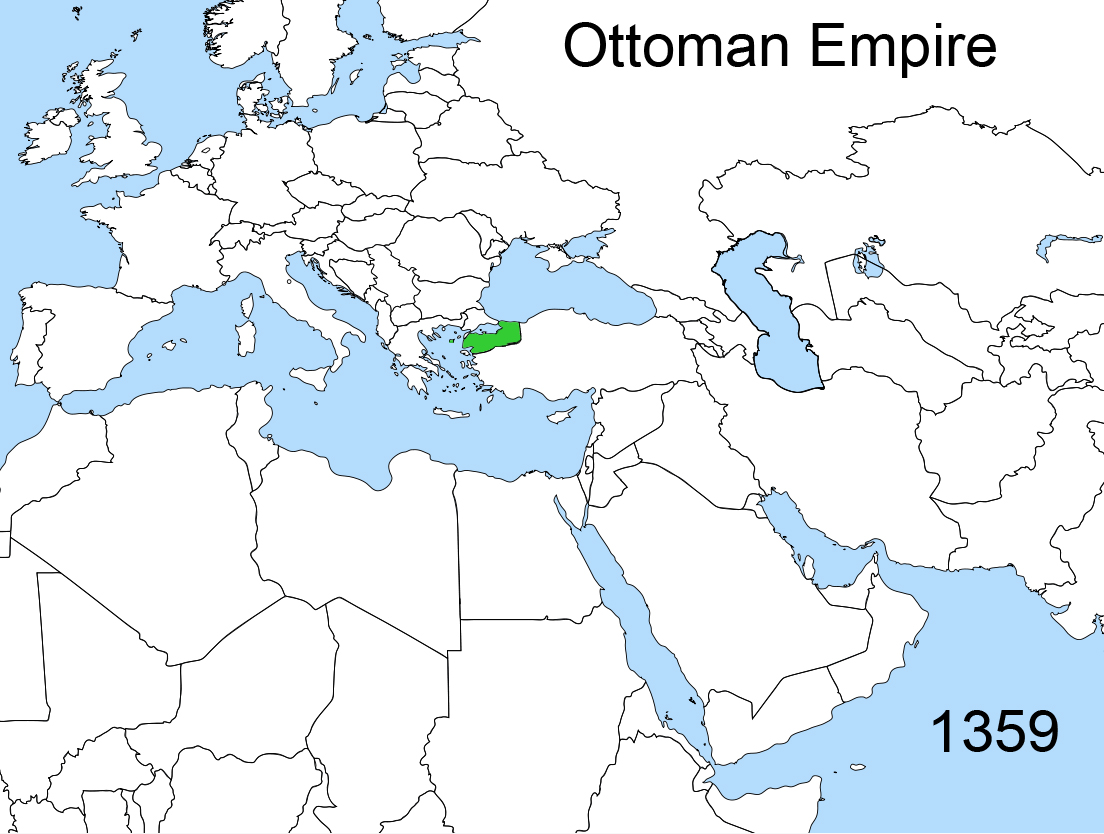
El imperio otomano en 1359

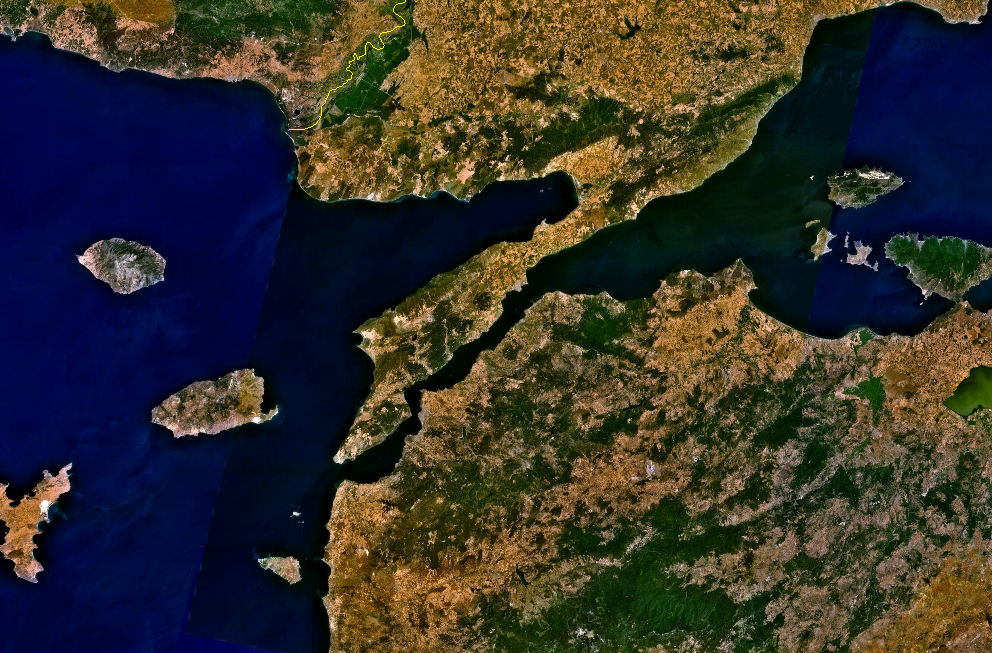
Vista de satélite de la península de Galípoli, el primer territorio europeo conquistado de forma duradera por los turcos en 1354.

Cuando  Juan V, que posee el territorio de los Ródopes, y Mateo Cantacuzeno que ha debido cederlos en lugar del territorio alrededor de Adrianópolis entran en guerra, es Juan VI quien interviene con la ayuda de los otomanos dirigidos por Solimán, hijo de Orkhan para restablecer a Mateo en sus derechos. Pero los territorios de Mateo son sin embargo saqueados por los otomanos que consiguen rechazar a un serbo-búlgaro llegado para apoyar a Juan V. En 1350, cuando la rebelión zelote amenaza con separar Salónica del Imperio bizantino, Juan VI obtiene la ayuda de 22 barcos piratas turcos, que le permiten mantener Salónica en el. En 1350, Juan VI utilice navíos turcos que remontan el río para retomar Beroia, caída en manos de los serbios algunos años antes. Cuando los serbios aliados de Juan V atacan el Imperio bizantino, diez mil otomanos quienes llegan en apoyo de Juan VI y rechazan a los serbios en 1352. De nuevo, los territorios bizantinos son saqueados y los turcos aprovechan para instalarse en Tracia y ocupar la fortaleza de Tzimpé cerca de la península de Galípoli. El 2 de marzo de 1354 un temblor de tierra devasta la ciudad de Galípoli y los turcos aprovechan la situación para apoderarse de ella y hacer de ella una cabeza de puente para sus conquistas europeas. Las gestiones de Juan VI a Orkhan para que abandone la ciudad son inútiles. Desde entonces la alianza bizantino-otomana se rompe; la población considera que su alianza con los turcos es la fuente de los problemas del imperio y teme que Constantinopla esté amenazada. A fines de 1355 Juan V se pone al frente del imperio y Juan VI se retira a un monasterio.

### Las incursiones turcas en Europa (1355-1389)

#### Conquista de la Tracia bizantina (1355-1370)

La península balcánica en vísperas de la invasión otomana.

Al advenimiento de Juan V, el Imperio bizantino está arruinado y dividido: Mateo Cantacuzeno, coemperador con su padre a partir de 1352, posee Andrinópolis desde la llegada al poder de Juan V hasta 1357. En Morea, otro hijo de Juan VI, Manuel, es déspota de Mistra; casi independiente de Constantinopla, lucha contra los piratas turcos. El emirato otomano en el noroeste de Anatolia no es el más poderoso de los estados turcos, pero la toma de Galípoli le ofrece un trampolín para conquistas europeas. En 1352 Orkhan se hace dueño de Calcedonia en la orilla asiática del Bósforo frente a Constantinopla, lo que da a los venecianos la idea de tomar Constantinopla para impedir su caída en manos de los turcos. Orkhan acusa a Juan V de ser culpable de la captura de su hijo por los piratas foceanos, obligándole a pagar un rescate y a reconocer la tutela otomana sobre las villas de Tracia de las que se ha apoderado Orkhan.
De Galípoli, los otomanos dirigidos por Solimán, hijo de Orkhan, después de haber apoyado si éxito a Mateo contra Juan V, se presentan en 1359 ante Constantinopla pero no intentan tomarla. En 1361, toman Didimótico. Estas conquistas, así como una batalla ganada por los otomanos cerca de Lulle Burgas, abren a los otomanos el camino de Adrianópolis, de la que se apoderan en 1361, pero que no lo es definitivamente hasta 1369 pues es tomada y perdida varias veces. Murad I (1360-1389), el sucesor de Orkhan continúa esa política de expansión europea obligando a Juan V a reconocer su soberanía sobre Tracia. Los otomanos, con el concurso de diferentes bandas turcas, toman Filipópolis en 1363. Para reforzar su presencia los otomanos instalan en los territorios conquistados colonos turcos junto a las poblaciones indígenas transformadas en esclavas.
Frente al peligro, Juan V intenta de los príncipes occidentales una cruzada contra los turcos para lo cual apela al papa Inocencio VI. Resurge pues el proyecto de unión, frente al rechaza de su clero de aceptar la autoridad papal. La expedición del legado no consigue más que la toma transitoria de  Lampsaco. En1366 Amadeo VI de Saboya, primo de Juan V, interviene cuando los búlgaros aprisionan a Juan V en viaje para demandar la ayuda de los estados cristianos. Amadeo VI consigue bloquear el avance de los turcos tomando al asalto Galípoli, lo que permite abrir el acceso marítimo a Constantinopla. Tras haber obligado a los búlgaros a liberar a Juan V, Amadeo expulsa a los turcos de varias fortalezas del Helesponto antes de volver a Saboya. Esta expedición victoriosa es insuficiente para que los bizantinos recuperen Tracia aunque los otomanos de Europa estén aislados de Asia. Además, Luis I de Hungría rechaza intervenir contra las posesiones europeas de los otomanos.

#### El Imperio bizantino a la búsqueda de apoyo exterior (1370-1389)
En 1369, Juan viaja a occidente y se encuentra con Urbano V renunciando a todos los dogmas contrarios al rito católico. Pero no lo hace el clero y no se produce ninguna cruzada. Sólo Venecia está interesada para impedir que Constantinopla sea turca. Juan V cede la isla de Tenedos pero el rechazo de su hijo Andrónico que asegura la regencia bloquea el acuerdo. Finalmente, Juan V obtiene un préstamo de 30000 ducados. Esta intervención veneciana es tanto más urgente cuanto que Murad reanuda sus ofensivas europeas. Pronto, Iván Alejandro de Bulgaria se convierte en vasallo de los otomanos que alcanzan las orillas del Danubio; los Serbios son aplastados en la batalla  de Maritza, y los bizantinos se aprovechan para retomar  Serres que los otomanos intentan tomar en 1372 sin éxito, como intentan apoderarse de Tesalónica.
Así, desde 1372, Bulgaria y Serbia se convierten en vasallos del imperio otomano. Con la esperanza de ayuda perdida, Juan V es obligado a firmar un tratado humillante con Murad I en 1374; Juan se convierte en vasallo del sultán,  y poco después deshereda a su hijo Andrónico de la sucesión en beneficio de su otro hijo Manuel. Es el comienzo de un nuevo enfrentamiento fratricida en beneficio de Murad. Andrónico intenta rebelarse y obtiene el apoyo de Saudj, hijo del sultán. Pero Saudj es cegado por su padre. Obligado a hacer lo mismo con Andrónico, Juan V le deja tuerto. Eso no detiene a Andrónico que se aprovecha de la ayuda de Génova para evadirse y a continuación obtiene el apoyo de Murad a cambio de un pesado tributo. En 1376, Andrónico consigue hacerse con el trono como Andrónico IV (1376-1379). Una de sus primeras mediadas es entregar Galípoli a los turcos. En 1379, son Juan V y Manuel quienes recuperan el poder gracias al apoyo de la marina veneciana y del ejército otomano, renovando su vasallaje ante Murad II gracias a la promesa de un tributo mayor que el pagado por Andrónico IV y un compromiso sobre la cesión de la villa de Filadelfia.

### El imperio otomano vasallo de Bayaceto I (1389-1402)

Mapa hacia 1389. El Imperio bizantino (en marrón) reducido a los alrededores de Constantinopla. Los otomanos (verde oscuro) se extienden sobre la península balcánica aventajando a los otros emiratos en Anatolia (en verde claro).

#### El aislamiento de Constantinopla (1389-1396)

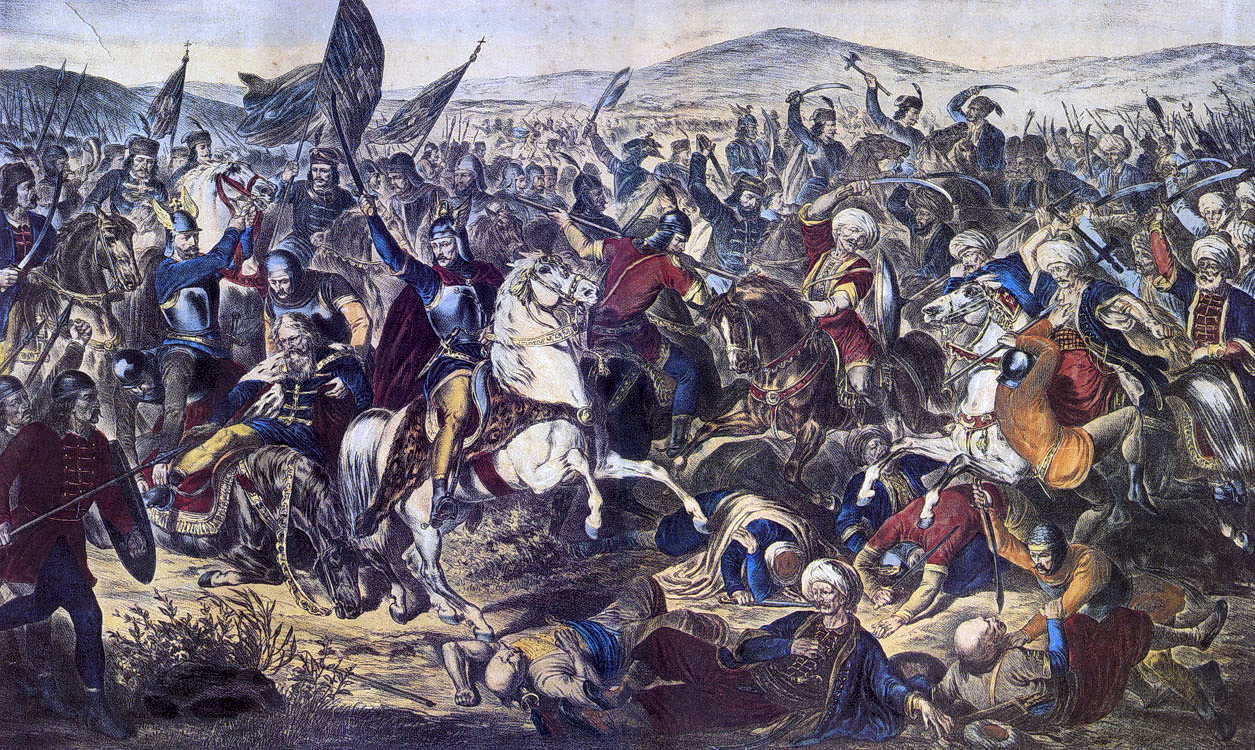
Batalla de Kosovo, óleo de Adam Stefanović de 1870, conservado en el Museo Nacional de Belgrado, representa al príncipe serbio Lazar. Esta batalla confirmó la hegemonía turca sobre los estados cristianos balcánicos.

El Imperio bizantino posee algunos territorios en los alrededores de Tesalónica, dirigidos por Manuel, hijo de Juan V. Tras haber tomado Serres en 1383, Hayr-ad-Din, un general otomano, asedia Tesalónica hasta 1387, en que la ciudad cae. Los otomanos progresan también en Albania; en 1386, toman posesión  de Sofía abriéndose paso al Danubio. No obstante, la pesada derrota de los otomanos en la batalla de Pločnik marca el comienzo de un periodo de sublevaciones de los príncipes búlgaros, serbios y válacos. Finalmente, tras haber sometido Bulgaria, Murad I perece en la batalla de Kosovo Polje en 1389 que termina con una victoria otomana y la sumisión definitiva de Serbia.
Su hijo  Bayezid I  le sucede (1389-1403). Su política se orienta en tres direcciones: fortalecerse sobre sus vasallos europeos, tomar Constantinola y someter los otros emiratos turcos. Bayezid ayuda a Juan VII Paleólogo, hijo de Andrónico IV a tomar el trono que conserva algunos meses (abril de 1390-septiembre 1390). Cuando es depuesto por Manuel II y Juan VII, obtiene del sultán el territorio de Selymbria. Ese mismo año se produce la caída de Filadelfia la última posesión bizantina en el oeste de Asia Menor a manos de Bayezid sostenido en la empresa por un pequeño contingente bizantino enviado por Manuel II y Juan V. Éste es enseguida conminado a destruir una fortaleza que acaba de construir cerca del Cuerno de Oro. Su muerte en 1391 lleva a que su sucesor Manuel (1391-1425) se escape de Brusa para ceñir la corona imperial, lo que disgusta a Bayezid, que reacciona con el  Sitio de Constantinopla (1391-1392) que finalmente abandona en 1392.
Tras el rechazo de Manuel II de pagar tributo al sultán, Constantinopla sufre a partir de 1394 un bloqueo otomano de ocho años (1394-1402). Durante ese tiempo uno de los últimos territorios bizantinos, el Despotado de Morea (en el Peloponeso),  es obligado a aceptar guarniciones turcas en varias fortalezas. Teodoro Paleólogo, el déspota de Morea, intenta obtener asistencia veneciana, sin resultado, y Bayezid se contenta con una expedición punitiva que vence al ejército del despotado cerca de Corinto y toma posesión de las fortalezas de Leontation y Akova (comienzos de  1395).
Durante ese tiempo, Bayezid reduce la resistencia de los otros emires turcos, especialmente los emires marítimos (Saruhanidas, Aydinidas, etc.) y el emir Karamanida en 1392. En Europa, Bayezid acaba conquistando la península balcánica: Bosnia y Valaquia.

#### De Nicópolis a Ankara

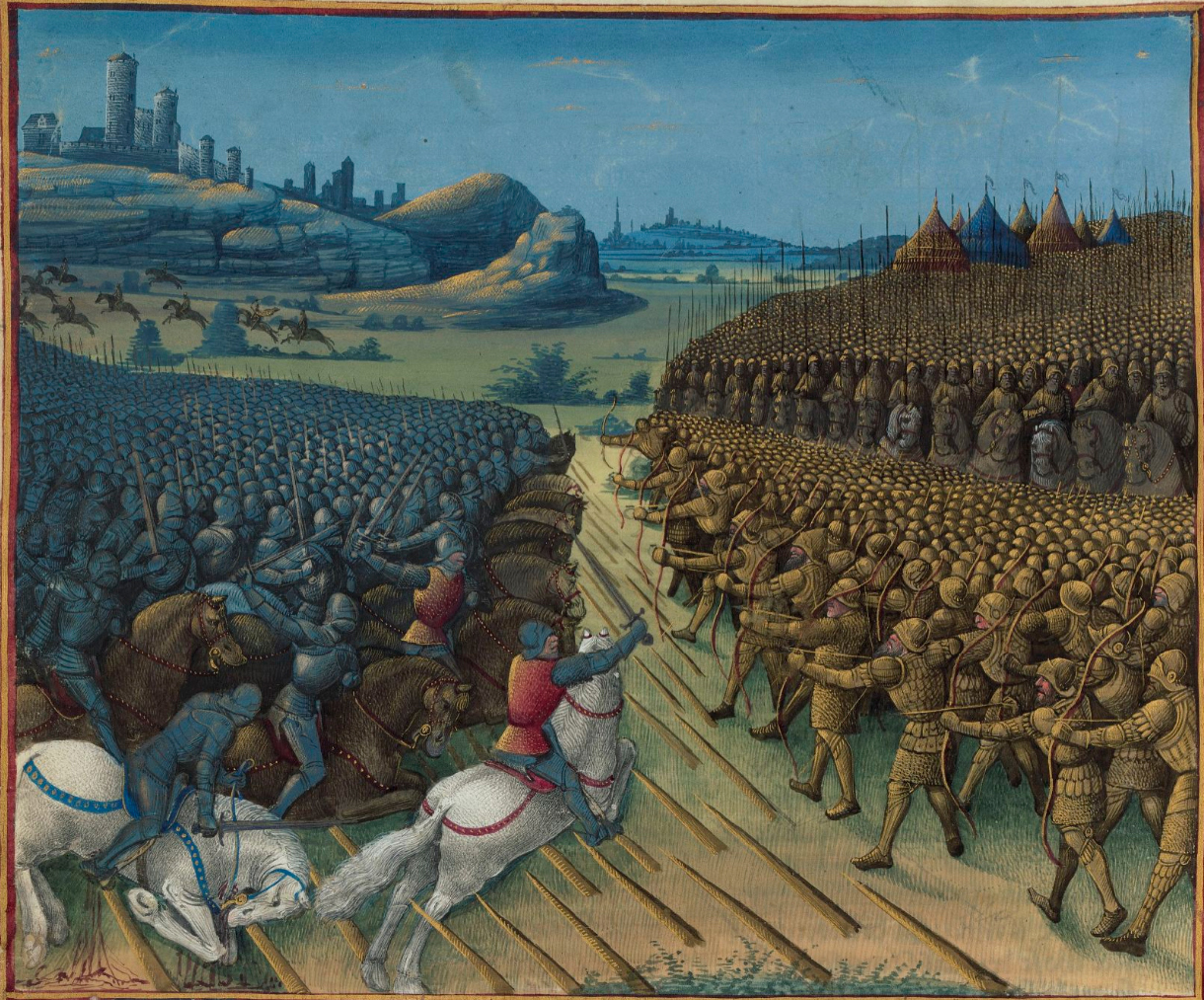
La victoria otomana de Nicópolis. Miniatura de Jean Colombe extraída de los Passages d'outremer, hacia 1474. BNF Fr.5594 f.263v.

La situación desesperada de Constantinopla determinó la organización de una nueva cruzada para levantar el bloqueo de la ciudad. La acaudilló Segismundo de Hungría, que mandó un ejército de diez mil soldados franceses, alemanes, válacos, caballeros teutónicos y búlgaros del reino de Iván Esratsimir. A pesar de esa movilización, los cruzados fueron vencidos en la  batalla de Nicopolis. Bayaceto se volvió entonces contra Constantinopla y tomó la villa de Selimbria, una de las últimas posesiones bizantinas. También Morea sufrió una incursión de saqueo; los treinta mil habitantes de Argos fueron deportados a Asia Menor, y el ejército del despotado fue derrotado el  21 de junio de  1397 cerca de Leontarion, mientras Atenas fue ocupada temporalmente. El ejército otomano se retiró luego a Tesalia.
Durante ese tiempo, el bloqueo de Constantinopla se estrechó hasta ser un asedio en regla. Uno de los embajadores enviados por Manuel II a Occidente consiguió obtener de Carlos VI de Francia el envío de mil doscientos hombres dirigidos por el mariscal Boucicaut. Éste acometió a los turcos, que fueron expulsados de las orillas del Bósforo y del mar de Mármara, y desembarcó en Constantinopla, socorriendo la urbe y desbaratando el bloqueo. Manuel acompañó  a Boucicaut cuando éste regresó a Francia con el objeto de organizar una nueva cruzada; un pequeño destacamento francés quedó en Constantinopla. El viaje del emperador apenas obtuvo resultados. Sin embargo, cuando Manuel volvió a Constantinopla en 1403, recibió la noticia de la grave derrota que había sufrido Bayaceto en la batalla de Ankara en 1402 a manos de las huestes mongolas de Tamerlán. Esa derrota causó la dislocación del Imperio otomano y dio una oportunidad de supervivencia inesperada a Constantinopla.

### El imperio otomano, entre destrucción y el renacimiento (1403-1425)

#### Una paz precaria (1403-1422)

El Imperio bizantino en 1403.

La derrota de 1402 tiene graves consecuencias para el imperio otomano que parece completamente destruido. Los emires turcos y los vasallos europeos retoman su independencia, y los hijos de Bayezid (muerto  en 1403) se disputan su sucesión. Manuel se aprovecha de este acontecimiento inesperado para recuperar territorios de los otomanos: Tesalónica, una parte de la actual costa búlgara y algunos territorios cercanos a Constantinopla·.  Además, Suleyman, al frente de la parte europea del imperio otomano, se transforma en vasallo del Imperio bizantino. La guerra civil otomana opone sobre todo a Suleyman y a su hermano Musa. Tras ocho años de guerra, Suleyman muere durante una batalla en 1411, y el imperio otomano queda dividido entre una parte europea dirigida por Musa y una parte asiática dirigida por Mehmed. Musa intenta una demostración de fuerza ante Constantinopla en agosto de 1411, antes de intentar sin éxito recuperar Selymbria y Tesalónica. Poco después, es Mehmed (1413-1421) quien impide a Musa asediar Constantinopla.
Finalmente, en julio de 1413, Musa muere durante una batalla que le opone a Mehmed, lo que hace de este el último superviviente de los hijos de Bayezid. En los años siguientes, los emires de Anatolia son de nuevo sometidos a la autoridad de Mehmed. Manuel aprovecha sus relaciones pacíficas con el nuevo sultán para confirmar la soberanía bizantina sobre los territorios cedidos por Suleyman.  Consigue especialmente reafirmar la soberanía bizantina sobre el conjunto del Peloponeso que se convierte en una provincia bizantina, a donde el joven  Juan VIII, hijo de Manuel es enviado para sostener al déspota Teodoro II.

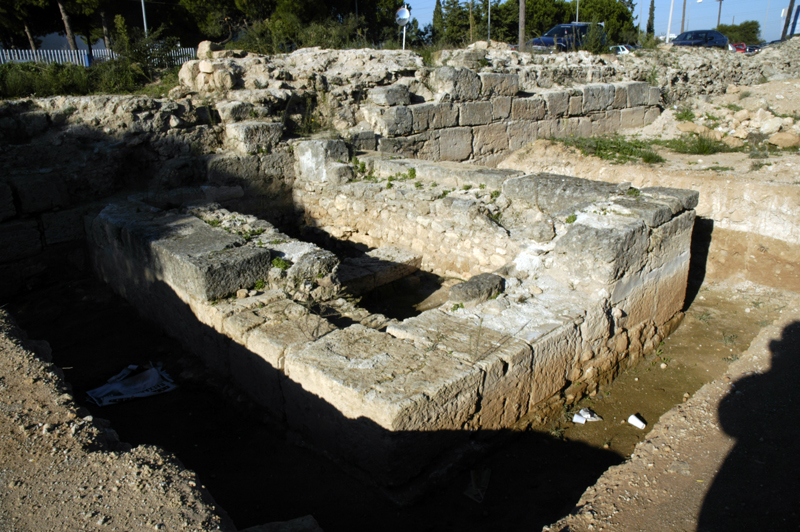
Los restos del Hexamilion, varias veces destruido por los otomanos y varias veces reconstruido por los bizantinos.

 Durante ese tiempo, los otomanos reafirman su hegemonía sobre los Balcanes. La oposición entre la república de Venecia y el  reino de Hungría arruinan la esperanza de una cruzada, aunque Manuel consigue calmar las relaciones entre los dos estados. Venecia, tras la victoria sobre la marina otomana en 1419, tiene razones para oponerse al Sultán. Pese a sus buenas relaciones con el sultán, el emperador bizantino no duda en consolidar las defensas de sus territorios, como el Hexamilion que protege el istmo de Corinto, en 1415. Manuel II intenta sostener a Mustafá, un pretendido hijo de Bayezid, que quiere derribar a Mehmed. Fracasado Mustafá en 1416 Manuel II se niega a entregarlo a Mehmed y acepta guardarlo prisionero si Mehmed paga su pensión. A la muerte del sultán en 1421, las relaciones entre los dos imperios son pacíficas.

#### Los bastiones bizantinos en peligro (1422-1425)
El nuevo sultán Murad II (1421-1451) propone renovar la paz entre su padre y Manuel II e incluso ceder Galípoli al Imperio bizantino. El hijo de Manuel, Juan VIII (1425-1448), prefiere sostener a Mustafá, preso de los bizantinos y deseoso de ser sultán otomano. Manuel pacta con Mustafá que le asegura amistad y la entrega de Galípoli, toda la costa del mar Negro hasta la frontera válaca y otras ciudades de Tracia. Mustafá liberado asedia Galípoli conjuntamente con el ejército bizantino. Cuando Galípoli cae, Mustafá impide la entrada a los bizantinos, en contra del acuerdo. Mustafá, víctima de la defección de una parte de sus tropas, es capturado y muerto por Murad.
Murad decide castigar a los bizantinos por haber apoyado a Mustafá y asedia Constantinopla;  pero debe levantar el sitio en agosto de 1422. Además Murad debe hacer frente a una nueva rebelión, la de Küçük Mustafa, animada por los bizantinos.  Acabada la revuelta, los otomanos saquean Morea, tras haber destruido el Hexamilion reconstruido por Manuel, para castigar a los bizantinos, sin tomar Mistra; parten dejando al príncipe de Acaya en guerra con el déspota de Morea. El nuevo objetivo otomano es la ciudad de Tesalónica, asediada  en 1422, y  en 1423; los bizantinos prefieren ceder la ciudad y sus alrededores a los venecianos, pero los turcos no ceden hasta su toma en 1430. Murad prefiere consolidar sus posiciones en Asia Menor, especialmente contra los Karamanidas y contra el emir de Kastamuni, que el somete hacia 1425. El mes de junio del mismo año, Manuel II abandona su título de emperador para convertirse en monje y morir dos meses más tarde. Su hijo  Juan VIII Paleólogo le sucede.

### Constantino XI y la caída de Constantinopla (1448-1453)

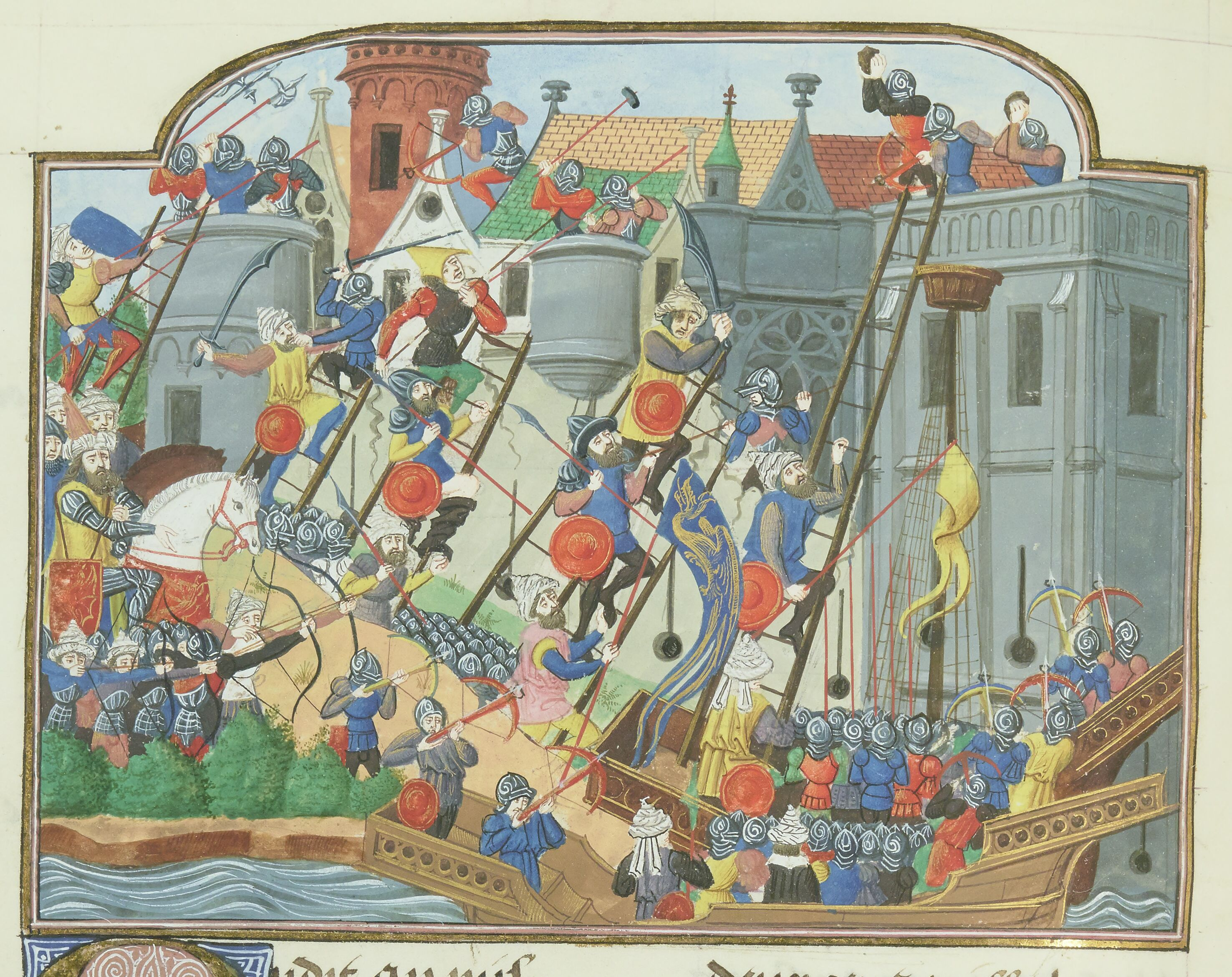
Los turcos bajo las murallas de Constantinopla

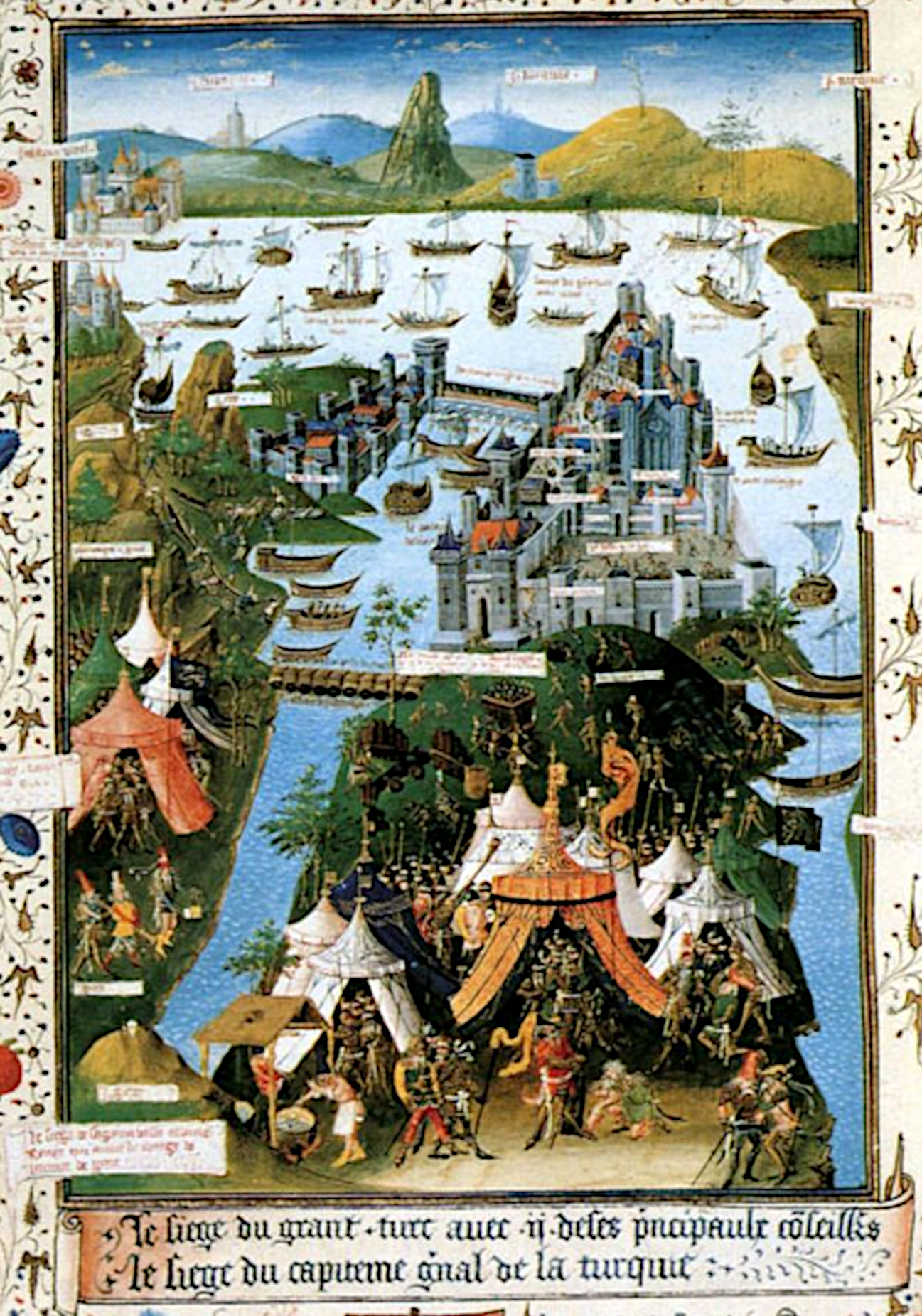
Manuscrito francés del asedio.

Al llegar al poder (1448) Constantino XI (anteriormente déspota de Morea) firma un acuerdo con Murad II. Murad no duda en apoyar a Demetrio cuando este lucha con Tomás Paleólogo por la soberanía de Morea. Constantino XI consigue un acuerdo entre los dos hermanos, que reanudan la lucha en 1451 con los turcos apoyando de nuevo a Demetrio que obtiene un cambio de territorios. Por su parte los turcos se encuentran con la resistencia de Scanderbeg en Albania (1443-1468).
Muerto Murad II en 1451 su sucesor Mehmed II asegura la paz a los bizantinos y acepta pagar la pensión de Orkhan (nieto de Suleyman) detenido en Constantinopla. Así mismo asegura su apoyo a Demetrios como lo había hecho Murad. Firma también una tregua con Juan Hunyadi. en Asia debe hacer frente a una revuelta de los Karamanidas, que se someten antes de la llegada del sultán.
Pese a una fuerte oposición, Constantino XI envía embajadores a Roma acordando la unión religiosa con la iglesia católica. El 12 de diciembre de 1452 se proclama la unión en la basílica de Santa Sofía·.
Mehmed II, tras someter a los Karamanidas prepara la conquista de Constantinopla aislándola diplomáticamente mediante tratados con Venecia y con Juan Hunyadi. Morea es saqueada por un raid turco y Scanderberg, pese a sus nuevos éxitos, no puede asistir a Constantinopla. Para impedir el socorro marítimo a Constantinopla se construye sobre el Bósforo la fortaleza de Rumeli Hisarı·. Las relaciones entre los dos estados se degradan cuando los bizantinos reprochan a Mehmed el no pagar la pensión acordada de Orkhan y amenazan con liberarlo. La masacre de campesinos de los alrededores de Constantinopla hace que Constantino XI manifieste su desaprobación, y en respuesta, Mehmed II declara la guerra a los bizantinos. Constantino pide una vez más el apoyo de los Estados occidentales, pero sin éxito. Sólo el genovés Giovanni Giustiniani llega a Constantinopla con setecientos hombres. A principios de 1453 los otomanos toman las últimas ciudades bizantinas cercanas a Constantinopla como Epibatai cerca del mar de Mármara o Anchialos y Mesembria junto al mar Negro y el 5 de abril comienza el sitio. Los efectivos bizantinos son muy débiles. Phrantzes habla de 4973 hombres sostenidos por cerca de 2000 ó 3000 extranjeros. Menos de una decena de navíos defienden el Cuerno de Oro cerrado por una cadena tendida por constantino el dos de abril. Enfrente, los otomanos disponen de efectivos variables según las fuentes. 200 000 hombres según Phrantzes pero solo unos 80 000 son verdaderos soldados. Nicolò Barboro habla de 160 000. Esta superioridad numérica se repite en la flota y en la artillería; uno de sus cañones, fabricado por el húngaro Orban, puede lanzar balas de 1,86 m de circunferencia (aunque termina explotando). A pesar de esa superioridad los asaltos turcos son rechazados. Mehmed II, usando una vieja técnica rusa, transporta navíos sobre rodillos al Cuerno de Oro. Aún con el bloqueo cuatro navíos cristianos consiguen evitar el bloqueo y llegan a Constantinopla. El 29 de mayo, día del segundo asalto general, las tropas turcas consiguen penetrar en la ciudad por una pequeña poterna y los resistentes se enteran de la herida y partida de Giustiniani. El mismo Constantino XI muere en el curso de los últimos combates. Es el fin de una guerra de cuatro siglos y la caída final de lo que quedaba del Imperio romano en oriente.

## Consecuencias

### La caída de Morea
El despotado de Morea persiste pese a la caída de Constantinopla; pero en situación inestable tras la invasión turca de 1452, y la población busca deshacerse de los déspotas de la familia Paleólogo. Un levantamiento albanés provoca la intervención del general turco Umur Pasha en diciembre de 1453. En 1454, Tomás y Demetrio piden la intervención de Turahan Beg, padre de Umur Pasha, para restablecer el orden. Los dos déspotas, vasallos del sultán,  se aprovechan de la benevolencia de Mehmed II para conservar sus territorios. Sin embargo, buscan también suscitar una cruzada en Occidente, lo que provoca la intervención del sultán en 1458, mientras que Atenas había caído en manos de los otomanos dos años antes.
Mehmed II parte de Edirne y deja una parte de su ejército asediando Corinto mientras saquea el territorio de Morea, e incluso la ciudadela de Patrás es obligada a capitular. En agosto de 1458, Corinto cede y la parte noroeste de Morea se convierte en otomana. Tomás y Demetrio son obligados a repartirse el resto del territorio y a pagar un tributo anual al sultán. Los dos déspotas se pelean tras la partida de Mehmed II;  Tomás busca el apoyo del papa, mientras Demetrio espera la ayuda otomana. La situación en Morea precipita que Mehmed II la conquiste. En abril de 1460, parte de Edirne y obtiene el 29 de mayo la sumisión de Demetrio y de Mistra. Tomás huye a Italia, y sus tierras son invadidas por los otomanos. Sólo Constantino Graitzas consigue mantener en jaque a las tropas turcas hasta que en julio de 1461 la fortaleza de Salmenikon, cerca de Patrás, acaba por rendirse.

### Fin del imperio de Trebisonda

El Imperio de Trebisonda hacia 1400.

El Imperio de Trebisonda, separado del bizantino desde 1204, sufrió en el transcurso del siglo XIV problemas políticos frecuentes que lo debilitaron. Sus territorios los deseaban tanto los turcos, como los genoveses y venecianos, debido a la estratégica posición comercial de la ciudad de Trebisonda. En 1456, el gobernador otomano de Amasya trató de tomar la ciudad, pero se contentó con hacer algunos cautivos y obtener un oneroso tributo. El emperador Juan IV de Trebisonda intentó aliarse a Uzun Hasan y que este se enfrentase a los otomanos, pero falleció en 1458. Su sucesor David II Comneno contribuyó a la caída del imperio al provocar la ira del sultán por pedir la anulación del tributo que le paga e intentar suscitar una cruzada en Occidente. Mehmed II vio en la destrucción del Imperio de Trebisonda la ocasión de poner fin definitivamente al Imperio bizantino. En junio de 1461, Mehmed II emprendió la campaña de sometimiento al frente de un ejército de sesenta mil jinetes y ochenta mil infantes apoyado por una flota importante. El emir de Sinope y Uzun Hasan, los dos aliados de David, no se atrevieron a intervenir ante el poderío del sultán otomano. Durante cerca de un mes, Trebisonda resistió al ejército otomano, pero cuando llegó Mehmed II exigió la rendición de la villa. David aceptó y la ciudad capituló el 15 de agosto de 1461.

### Consecuencias para los otomanos

Retrato romántico del último cruzado que ilustra el fracaso de las tentativas cristianas para defender Constantinopla contra los Turcos

Con esta victoria, los turcos y en especial el Imperio Otomano se convierten en una de las más grandes potencias en el mundo Mediterráneo. Esta guerra contra el Imperio bizantino permite a los otomanos de convertirse en la potencia dominante entre los emiratos turcos surgidos del declive selyúcida después de la invasión mongola. Aprovechando los errores de lectura política oriental llevada por Miguel VIII Paleólogo y Andrónico II Paleólogo, los primeros sultanes otomanos pudieron extender su territorio en toda la parte noroeste de la península anatoliana, antes de lanzarse a la conquista de la península balcánica a la mitad del siglo XIV. La conquista de Constantinopla les asegura la dominación de lo que antes fueron los territorios principales del Imperio bizantino. Además a partir de 1453, pudieron proseguir con su progreso en Europa y África. Mehmed II hace de Constantinopla su nueva capital atribuyéndose  de facto la herencia del Imperio bizantino. Los otomanos pudieron dedicarse a proseguir su expansión, hasta el fracaso del sitio de Viena en 1529.

### Consecuencias para el mundo cristiano
El papa Pío II intentó una nueva cruzada en 1464, pero se quedó en intento. La caída de Constantinopla, en 1453, es una fecha que simboliza el paso de la Edad Media al Renacimiento, al que contribuyeron los eruditos bizantinos que se refugiaron en Italia. El zar Iván III de Rusia, esposo de Sofía Paleóloga, la hija de Tomás Paleólogo, intentó retomar la antigua herencia haciendo de Moscú el nuevo centro de la ortodoxia, la tercera Roma.
La expansión del imperio otomano cierra al comercio la vía mediterránea entre Europa y Asia.